# Retrait du Royaume-Uni de l'Union européenne
Le retrait du Royaume-Uni de l'Union européenne, souvent désigné sous le nom de « Brexit », a eu lieu le 31 janvier 2020. Il fait suite au référendum britannique du 23 juin 2016, par lequel 51,89 % des électeurs se sont prononcés pour un retrait de leur pays de l'Union européenne et de la Communauté européenne de l'énergie atomique. Elle se déroule selon la procédure prévue par l'article 50 du traité sur l'Union européenne (TUE) et devait débuter le 29 mars 2017, lorsque le gouvernement britannique annonce formellement au Conseil européen son intention de quitter l'Union. La sortie effective était prévue pour le 29 mars 2019, mais elle est repoussée trois fois jusqu'au 31 janvier 2020.
Le Royaume-Uni était entré dans le marché commun européen en 1973, ce qui avait été confirmé par référendum en 1975, il s'en est séparé en 2020 à la suite du référendum de 2016. La dénonciation du traité sur l'Union européenne avait été repoussée quatre fois par le Parlement, pour finalement être décidée à 51,9 % par le référendum du 23 juin 2016, initié par le Premier ministre britannique David Cameron.
Le retrait de l'Union européenne conduit à la négociation d'un accord de retrait et d'un accord commercial et de coopération. Un premier accord préliminaire est conclu le 8 décembre 2017 qui précise les modalités de la période de transition et règle les trois éléments essentiels (droits des citoyens européens, frontière irlandaise et aspect financier) et un second accord préliminaire est signé le 19 mars 2018 confirmant la mise en place d'une période de transition jusqu'au 31 décembre 2020, soit un peu moins de deux ans après la sortie effective prévue.
L'accord de retrait est approuvé lors du Conseil européen du 25 novembre 2018 et est rejeté trois fois, les 15 janvier, 12 mars et 29 mars 2019, par le Parlement britannique. Les modalités du retrait du Royaume-Uni de l'Union européenne restent longtemps incertaines. Un report de la date du Brexit, initialement prévu le 29 mars, est accordé par l'Union européenne jusqu'au 12 avril, puis au 31 octobre 2019, puis au 31 janvier 2020. Le nouveau traité est ainsi signé et finalement ratifié le 9 janvier 2020 par la Chambre des communes. Le Parlement européen ratifie l'accord définitif le 29 janvier suivant, ouvrant la voie au Brexit, la sortie du Royaume-Uni de l'Union étant effective le 31 janvier 2020 à minuit, heure de Bruxelles.
Après être sorti de l'Union européenne, le Royaume-Uni a bénéficié d'une période de transition de onze mois qui lui a permis de bénéficier de l'accès au marché européen le temps que les entreprises concernées se préparent aux règles post-Brexit applicables depuis le 1er janvier 2021.

## Étymologie
Le mot-valise « brexit » est à l'origine un dérivé du terme « grexit », qui désigne l'éventualité de l'exclusion de la Grèce de la zone euro, débattue les années précédentes,. Il apparaît en mai 2012, presque au même moment que le terme « grexit ». Alors qu'il est largement utilisé par les partisans de la sortie du Royaume-Uni de l'Union européenne, appelés « Brexiters », la thèse opposée est désignée par le terme de « Bremain » (pour la contraction de « Great Britain » et de « remain », à savoir « rester »). Le terme de « brexit » suscite des jeux de mots tels que « BrexPitt » ou « Bradxit » pour illustrer le divorce d’Angelina Jolie et de Brad Pitt, ou de « Mexitt » pour désigner la retraite internationale de Lionel Messi. Le Collins English Dictionary (en) le consacre comme le mot de l'année 2016 et estime qu'un tel phénomène autour d'un mot-valise n'avait plus été observé depuis celui autour du Watergate.

## Chronologie
| - 7 mai 2015 - Le programme des conservateurs prévoyant un référendum sur l'appartenance du Royaume-Uni à l'Union européenne gagne les élections générales - 20 février 2016 - Annonce de l'organisation d'un référendum sur l'appartenance du Royaume-Uni à l'Union européenne - 23 juin 2016 - Référendum sur l'appartenance du Royaume-Uni à l'Union européenne - 29 mars 2017 - Invocation de l'article 50 - 25 novembre 2018 - Accord de retrait du Royaume-Uni de l'Union européenne - 29 mars 2019 - Date de sortie initialement prévue - 31 janvier 2020 - Brexit - 1er janvier 2021 - Fin de la période de transition - Accord commercial provisoire - 1er mai 2021 - Accord commercial définitif |

## Historique

### Du référendum de 1975 au référendum de 2016

#### Référendum de 1975 sur le maintien du Royaume-Uni dans les Communautés européennes

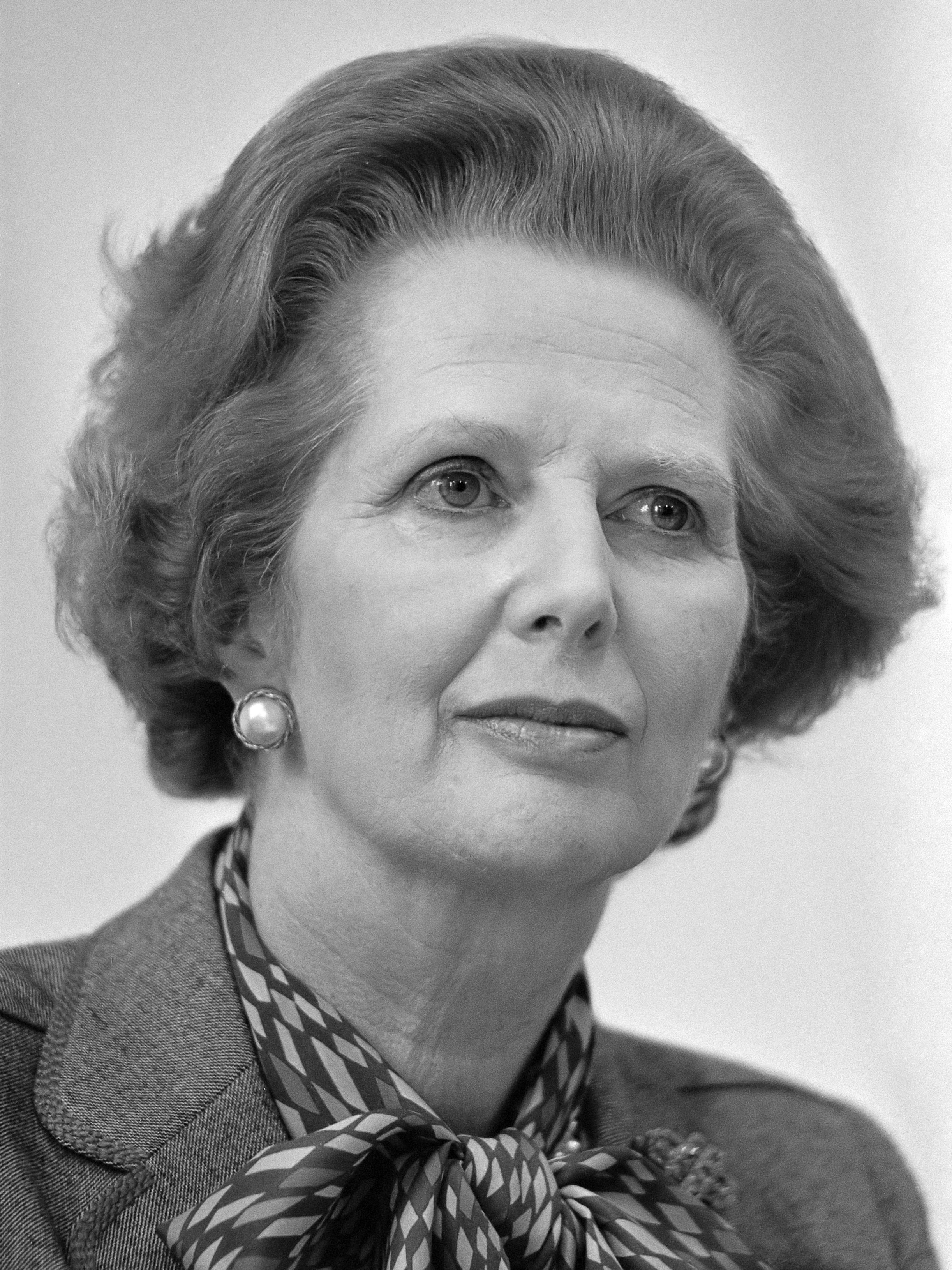
Margaret Thatcher soutient en 1975 l'entrée dans la CEE. Quinze ans plus tard, la question européenne est indirectement à l'origine de sa chute.

Après que le Royaume-Uni intègre la Communauté économique européenne (CEE) en 1973, afin de pouvoir défendre le maintien dans les Communautés, le Premier ministre travailliste Harold Wilson demande que le traité d'adhésion britannique soit renégocié. En effet, alors que Harold Wilson avait lui-même demandé l'adhésion du Royaume-Uni à l'Union européenne lors de son premier mandat, il fut remplacé en 1970 par le conservateur Edward Heath, qui ratifia en 1972 le traité d'adhésion. En revenant au pouvoir, Harold Wilson revient non pas sur l’adhésion mais sur les conditions de celles-ci. C'est ainsi que lors du premier Conseil des ministres du 1er avril 1974, James Callaghan, alors ministre des Affaires étrangères, demande que le traité d'adhésion soit renégocié afin que certains éléments concernant la participation britannique soient modifiés. Parmi ces demandes et dispositions se trouvent notamment : « le prolongement des mesures préférentielles consenties » à l'importation de certains produits au Royaume-Uni (sucre antillais, beurre néo-zélandais, etc.), l'allègement de la participation financière et « la reconduction des subventions directes aux paysans des régions les plus défavorisées ».
Poussé par l'aile gauche du parti travailliste, Harold Wilson consent à organiser un référendum basé sur les termes d'adhésion renégociés. En réponse, les autres États membres acceptent certaines des demandes formulées par le gouvernement britannique, dont la création d'un fonds européen de développement régional, officialisé lors du sommet de Paris les 9 et 10 décembre 1974, et une correction budgétaire en faveur du Royaume-Uni.
Ainsi, un premier référendum y est organisé dès 1975 pour déterminer si le pays doit rester au sein de ce marché commun, conformément au manifeste électoral du Parti travailliste de 1974.
Finalement, 67,09 % des votants se prononcent en faveur du « oui ».

##### Mouvement en faveur du maintien
Bien que le gouvernement travailliste de Harold Wilson soutienne officiellement le maintien dans la CEE, avec le soutien de la partie de l'Opposition conservatrice dirigée par Margaret Thatcher — cette dernière avait également approuvé l'adhésion à la CEE.
La campagne en faveur du maintien fut nommée Britain in Europe (abrégée BIE) et reçut le soutien du Mouvement européen, des milieux d’affaires, de la presse et de l’Église anglicane. Avec un financement, par dons, s'élevant à 1,5 million de livres, Jan-Henrik Meyer de l'université Humboldt de Berlin souligne qu'il s'agit de « la plus grosse somme jamais réunie pour une campagne électorale » à l'époque. Il estime d'ailleurs qu'elle fut « la plus rigoureusement organisée ». La campagne BIE a mis l'accent sur ce qu'elle estimait être les positifs de l’adhésion, à savoir le renforcement de l’économie britannique (emploi, etc.), de son poids à l'étranger et de sa sécurité alimentaire.

##### Mouvements en faveur du retrait
Les travaillistes sont divisés sur cette question et bon nombre d'entre eux (y compris certains membres du Cabinet) font campagne pour le « non », tout comme les grandes centrales syndicales, une partie des conservateurs et des partis nationalistes comme le parti unioniste d'Ulster ou encore le parti national écossais. Ces partis hétéroclites se sont organisés en faveur de la sortie au sein de la National Referendum Campaign (abrégée NRC). Selon Jan-Henrik Meyer, la campagne NRC souffrait de divisions internes – les partis en faveur du retrait étant soit issu de l'aile gauche des travaillistes ou de l’aile droite des conservateurs et nationalistes – et de l’impopularité des principales figures pro-retrait. La NRC ne reçut que 250 000 livres de dons. Les mouvements présents au sein de la NRC ont mis l'accent sur ce qu'ils estimaient être les points négatifs de l’adhésion, à savoir les risques d'une hausse des prix alimentaires, les risques de perte d'emplois et le risque d'affaiblissement des relations avec le Commonwealth.

#### Inversion du positionnement des partis politiques vis-à-vis de l'intégration européenne
En 1983, le manifeste du parti travailliste toujours réclame un retrait de la Communauté économique européenne. Ils estiment que les traités sont défavorables au Royaume-Uni notamment en ce qui concerne le prix des denrées alimentaires qu'ils estiment plus élevés au sein de la PAC que du Commonwealth.
En 1998, sous le gouvernement Blair travailliste, l'intégration du Royaume-Uni dans le système européen sous sa forme complète avec sa monnaie (troisième phase Euro) prévue pour 2000 apparaissait pour l'Union européenne « inévitable ».

#### Article 50 du traité de Lisbonne
Avant l'entrée en application du traité de Lisbonne le 1er décembre 2009, aucune disposition du traité ne précisait expressément la possibilité pour un État membre de se retirer volontairement de l'UE. Le traité établissant une constitution pour l'Europe a prévu que tout État membre peut se retirer volontairement de l'Union européenne ; disposition reprise intégralement dans ce traité en tant qu'article 50.
La clause actuelle est apparue dans le projet de traité constitutionnel puis fut maintenue dans le mandat de la Conférence intergouvernementale de décembre 2007, après le rejet du traité établissant une constitution pour l'Europe (TCE). Un changement léger y fut toutefois apporté. En effet, alors que l'article portait le titre « Retrait volontaire » dans le TCE, celui-ci fut retiré du traité de Lisbonne.
Cet article formalise la procédure de retrait en établissant que chaque État membre peut notifier au Conseil européen son désir de se retirer. Il ne spécifie pour autant jusqu'à mi-2017 aucune une procédure d'approbation pour un Chef de gouvernement à avoir avec son Parlement pour le déclencher.
Une période de négociations s'entame alors entre l'État en retraite et le Conseil sur les modalités de séparation. Sans accord effectif dans les deux ans, les traités européens ne sont plus applicables à l'État, sauf si le Conseil européen décide à l'unanimité, en accord avec l'État membre, de proroger ce délai. Les États constituants de l'UE restants devront aussi négocier les impacts de ce départ sur les budgets, droits de vote et politiques européens.

#### Référendum de 2016 sur la sortie du Royaume-Uni de l'Union européenne

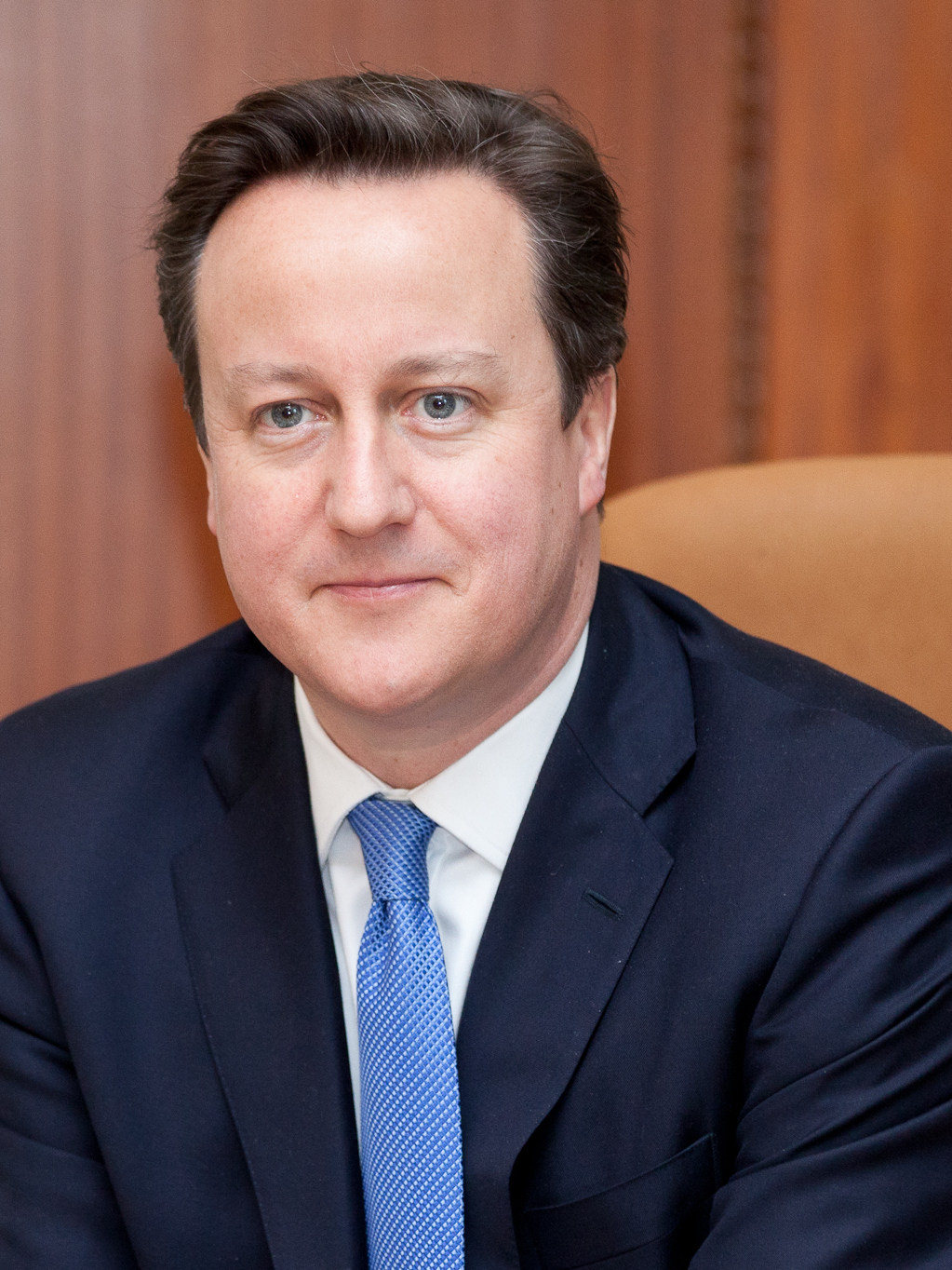
David Cameron propose en 2013 un référendum sur le maintien des Britanniques dans l'UE.

Après avoir évoqué en janvier 2007 la possibilité d'organiser un référendum sur le traité de Lisbonne — hypothèse restée sans suite —, le Premier ministre David Cameron propose en janvier 2013 un référendum sur le maintien du Royaume-Uni dans l'Union européenne d'ici la fin de l'année 2017 s'il est réélu.
À la suite de la victoire des Conservateurs lors des élections générales de 2015 (parlementaires), la presse internationale indique qu'un retrait du Royaume-Uni de l'Union européenne se fait plus probable,,. Il est également annoncé que la Deutsche Bank, plus importante banque allemande, étudie très sérieusement la possibilité d'un retrait du Royaume-Uni de l'Union européenne.
Le 21 mai 2015, le journal The Guardian reçoit ce qu'il prétend être une copie de documents internes et secrets de la banque d'Angleterre qui font état des analyses réalisées pour le compte de celle-ci sur les conséquences économiques du retrait du Royaume-Uni. En plus, ces documents contiennent des recommandations sur la façon d'esquiver les questions des journalistes.
En décembre 2015, le Parlement britannique a adopté le European Union Referendum Act, prévoyant l'organisation d'un référendum le 23 juin 2016.
Au premier trimestre 2016, David Cameron et son gouvernement mènent une série de négociations avec les instances européennes sur des concessions que pourrait accorder l'UE au Royaume-Uni, en échange d'une position du gouvernement britannique en faveur du maintien dans l'UE.
Le 19 février 2016, au soir après 24 heures de débat, le Conseil européen adopte un projet de décision permettant d'octroyer un « statut spécial » au Royaume-Uni s'il demeure dans l'Union européenne. Le 21 février 2016, Boris Johnson, maire de Londres, prend position en faveur d'une sortie du Royaume-Uni de l'Union européenne. Le 5 mars 2016, John Longworth, directeur de la Chambre de commerce britannique prend position en faveur de la sortie du Royaume-Uni de l'Union européenne, ce qui lui vaut une suspension pour violation de neutralité en raison de la très grande division des membres de la Chambre sur cette question.
| Réponse                             | Voix       | %        |
| ----------------------------------- | ---------- | -------- |
| Rester membre de l'Union européenne | 16 141 241 | 48,11 %  |
| Quitter l'Union européenne          | 17 410 742 | 51,89 %  |
| Total (participation : 72,2 %)      | 33 551 983 | 100,00 % |

### Évènement postérieur au référendum
Les résultats du vote causent d'importants changements dans la vie politique britannique : le Premier ministre David Cameron annonce sa démission, qui devient effective quelques semaines après le vote, avant que Theresa May lui succède . La consultation populaire déclenche également une crise interne au Parti travailliste,.

#### Nomination des équipes de négociation
Le 25 juin 2016, Didier Seeuws a été nommé à la tête de la « Task Force sur le Royaume-Uni » au sein du Secrétariat général du Conseil de l'Union européenne afin de coordonner les négociations entre le Royaume-Uni et l'Union européenne au niveau du Conseil de l'Union européenne.
En juillet 2016, David Davis est devenu Secrétaire d'État à la Sortie de l'Union européenne chargé du Brexit et Boris Johnson secrétaire d'État aux Affaires étrangères.
Dans ce contexte, le Royaume-Uni a refusé de prendre en charge la présidence semestrielle tournante du Conseil de l'Union européenne qui lui incombe en 2017.
Michel Barnier a été choisi en juillet 2016 par Jean-Claude Juncker, président de la Commission européenne pour conduire des négociations relatives à la sortie du Royaume-Uni de l'UE. Le 1er octobre, Michel Barnier a pris fonction ; il est secondé par Sabine Weyand, précédemment directrice générale adjointe au Commerce. Il est prévu qu'au cours des négociations, leur groupe traite trois thématiques : le marché intérieur et les sujets transversaux ; le budget et les questions financières ; le commerce et les relations extérieures. Stéphanie Riso est à la tête d'un groupe chargé de la stratégie, de la coordination et de la communication et composé d'un conseiller diplomatique, d'un conseiller juridique et d'un conseiller en communication. L'équipe de l'Union européenne organise une tournée des vingt-sept capitales avant la fin décembre 2016. La tournée vise deux à trois pays par semaine, en commençant par Berlin, La Haye, Bucarest, Varsovie et Dublin.
Le Parlement européen a mandaté Guy Verhofstadt, président du groupe Alliance des démocrates et des libéraux pour l'Europe sur la question du Brexit. Les différentes commissions du parlement doivent analyser les législations concernées, de manière à adopter en mars une résolution pour tracer les lignes de négociation des députés.
Mike Russell est le ministre écossais chargé de la sortie de l'Union européenne. Il souhaite que dans l'envoi aux autorités européennes par la Première ministre britannique Theresa May relatif à l'article 50 du traité sur l'Union européenne figure un engagement de négocier des conditions particulières pour l'Écosse et pour l'Irlande du Nord, de manière que le Brexit ne soit pas unique pour le Royaume-Uni et que des accords spécifiques soient aménagés pour chaque nation constitutive.

#### Procédure de notification invoquant l'article 50 en droit interne britannique
En août 2016, le gouvernement britannique a indiqué qu'il comptait invoquer l'article 50 du traité sur l'Union européenne au début de 2017.
La procédure de notification invoquant l'article 50 a soulevé un certain nombre de questions juridiques et légales au Royaume-Uni, concernant notamment les étapes à suivre en droit interne britannique avant que la procédure de retrait puisse être engagée. Les questions posées étaient de deux natures : la première concerne l'étendue des pouvoirs des ministres à entraîner des changements dans le droit interne via l'exercice de leurs compétences au niveau international, la seconde concerne la relation du gouvernement et du parlement britannique avec les administrations et législatures dévolues d'Écosse, d'Irlande du Nord et du Pays-de-Galles. La Première ministre Theresa May avait en effet indiqué que le gouvernement britannique allait enclencher la procédure de l'article 50 du TUE sans l'aval du Parlement et avec l'accord de la Reine.
Le 3 novembre 2016, la Haute Cour de justice, à la suite d'une plainte de par Gina Miller et Deir dos Santos contre le Secrétaire d'État à la sortie de l'Union européenne, oblige le gouvernement britannique à saisir le Parlement pour déclencher la procédure de sortie de l'Union européenne, contre l'avis de Theresa May qui compte faire appel devant la Cour suprême du Royaume-Uni. La décision de la Haute Cour est perçue comme un possible retard pour la procédure et une possible remise en cause du « hard Brexit » prôné par la Première ministre. Le 24 janvier 2017, la Cour suprême du Royaume-Uni confirme l'arrêt de la Haute Cour et précise que le gouvernement doit obtenir le consentement du Parlement du Royaume-Uni avant que de pouvoir notifier officiellement à l'UE sa volonté d'en sortir,.

#### Consultation du Parlement britannique
Après la décision de la Cour suprême du Royaume-Uni, le gouvernement britannique a confirmé, devant la Chambre des communes, qu'une loi serait déposée pour adoption au Parlement britannique. Initialement opposé à la publication d'un livre blanc détaillant ses demandes pour le retrait, Theresa May a également fait savoir le 25 janvier qu'un livre blanc serait publié ultérieurement sans qu'aucune date de publication ne soit communiquée.
Dès le 26 janvier 2017, l'European Union (Notification of Withdrawal) Bill, traduit par « projet de loi sur l'Union européenne », est déposé à la Chambre des communes. À l'instar des commentaires des analystes, le projet de loi est succinct :

« 1. Le Premier ministre peut notifier, conformément à l'article 50(2) du traité sur l'Union européenne, l'intention du Royaume-Uni de se retirer de l'Union européenne.
2. Cette section a effet en dépit des dispositions faites par ou en vertu du European Communities Act 1972 et des autres lois. »

— 
Dès la publication du projet de loi, Jeremy Corbyn, à la tête du parti travailliste a déclaré qu'il demanderait aux députés travaillistes de voter en faveur du projet de loi. Rapidement cependant, des membres du Cabinet fantôme auraient manifesté leur envie de voter contre le projet de loi, en conformité avec les résultats du référendum dans leurs circonscriptions. Ainsi, dès le 26 janvier, la député travailliste Tulip Siddiq, dont la circonscription (Hampstead and Kilburn) a voté à plus de 75 % pour le maintien dans l'UE, démissionne du cabinet fantôme.
Un débat de cinq jours est prévu, les 31 janvier et 1er février, et du 6 au 8 février. Ce délai a été critiqué, notamment par le député travailliste David Lammy, où il a déclaré que « deux jours pour débattre en seconde lecture de la loi sur le brexit montre le mépris pour la souveraineté du Parlement ».
Le 31 janvier 2016, un amendement qui demandait l'annulation de cette loi au motif de l'absence de consultation démocratique des parlements régionaux, de l'absence de livre blanc sur la stratégie de la Première ministre Theresa May et de l'absence d'information a été rejeté par 498 voix contre 114, ainsi, la loi a été adoptée en première lecture par la Chambre des communes pour être ensuite discutée à la Chambre des Lords.
Theresa May a prévu de publier les 600 pages du Livre blanc le 2 février 2017, soit 43 jours avant les trois derniers jours de débat au parlement britannique.

#### Invocation de l'article 50 du TUE
Le 20 mars, le porte-parole du gouvernement britannique indique que le Royaume-Uni a prévenu l'Union européenne que le Premier ministre Theresa May notifiera de l'article 50 du traité sur l'Union européenne le 29 mars 2017, ce qui initiera la procédure de retrait,.
La notification de l'article 50 se fait à Bruxelles, par l'ambassadeur du Royaume-Uni au président du Conseil européen, Donald Tusk, à la mi journée. Le jour de la notification du Brexit, le premier ministre britannique Theresa May lit un discours à l'attention de la Chambre des communes.
Le troisième paragraphe de cette lettre de six pages énonce ainsi :

« Par la présente, je notifie le Conseil européen conformément à l'article 50(2) du traité sur l'Union européenne de l'intention du Royaume-Uni de quitter l'Union européenne. De plus, conformément à ce même article tel qu'appliqué sur la base de l'article 106a du traité instituant la Communauté européenne de l'énergie atomique, je notifie par la présente le Conseil européen de l'intention du Royaume-Uni de se retirer de la Communauté européenne de l'énergie atomique. »

— Theresa May, Notification de l'intention du Royaume-Uni de quitter l'Union européenne
La version originale, en anglais, est la suivante :

« I hereby notify the European Council in accordance with Article 50(2) of the Treaty on European Union of the United Kingdom's intention to withdraw from the European Union. In addition, in accordance with the same Article 50(2) as applied by Article 106a of the Treaty Establishing the European Atomic Energy Community, I hereby notify the European Council of the United Kingdom's intention to withdraw from the European Atomic Energy Community. »

— Theresa May, Notification de l'intention du Royaume-Uni de quitter l'Union européenne
Le Président Jean-Claude Juncker a répondu en déclarant devant le Parlement européen : « Le choix du Royaume-Uni de sortir de l'Union – oui, c'est un choix – inaugure la fin de l'Union européenne à 28. La séparation qui se pointe à l'horizon nous rend tristes, profondément tristes. Le choix du peuple britannique, si respectable qu'il soit, ne va pas dans le sens de l'histoire – ni de l'histoire continentale, ni de l'histoire globale. Mais la séparation annoncée inaugure une nouvelle naissance, celle de l'Union européenne à 27 ».
Le 5 avril 2017, en réponse à l'invocation de l'article 50, le Parlement, réuni en session plénière, a fixé ses lignes rouges pour la négociation. La résolution a été adoptée par 516 voix pour, 133 voix contre et 50 abstentions. Parmi ces lignes rouges se trouve l'idée que l'accord sur les futures relations entre le Royaume-Uni et l'Union européenne, en particulier dans le domaine commercial, ne peut être conclu qu'après le retrait du Royaume-Uni de l'Union européenne en accord avec la feuille de route originelle.
Selon l'article 50 du traité de l'UE, le Royaume-Uni dispose d'une période de négociation de deux ans, pour renégocier son accès au marché commun européen qui comptait pour 45 % des exportations britanniques en 2015.

### Préparation et modalités des négociations de retrait

#### Préparatifs et discussions préliminaires
D'après Ivan Rogers, les négociations peuvent commencer par des négociations visant à définir les termes des négociations. En particulier, les 27 pays de l'UE veulent un accord de séparation avant d'obtenir un accord sur les relations futures, alors que le Royaume-Uni pourrait imaginer pouvoir négocier les deux en parallèle. La suite des négociations pourrait être interrompue par des élections et des questions de budget. Le peu de temps restant pourrait être utilisé pour discuter d'une phase de transition. D'après lui, les personnes clés n'imaginent pas qu'il soit possible de trouver un accord sur l'avenir des relations entre l'UE et le RU avant 2022.
Le 29 mars 2017, dans sa notification de l'intention du Royaume-Uni de quitter l'Union européenne, le Premier ministre Theresa May renouvelle sa demande que les négociations d'un accord régissant le nouveau partenariat UE-Royaume-Uni soient faites en parallèle aux négociations sur l'accord de retrait. Le même jour, un projet de résolution du Parlement européen fuite dans lequel celui-ci refuse de négocier un accord commercial avec le Royaume-Uni parallèlement aux deux années de négociations de retrait. La résolution dispose également que l'accord de transition faisant suite au retrait ne pourra pas durer plus de trois ans. Plus tard le même jour, Angela Merkel a rejeté la proposition de Theresa May de tenir des négociations parallèles notant qu'il faudra premièrement clarifier la façon dont la relation du Royaume-Uni avec l'Union européenne pourra être « démêlée » avant de négocier sur les relations futures. Le 30 mars, François Hollande a affirmé à son tour que les négociations sur les modalités du retrait devront avoir lieu avant celles sur les nouvelles relations.
Le 31 mars 2017, lors de la rencontre du Conseil européen à Malte, l'Union européenne précise sa position et conditionne l'ouverture des négociations sur les futures relations entre le Royaume-Uni et l'Union européenne à des progrès suffisants dans les négociations de retrait. Donald Tusk a indiqué que ces avancées suffisantes incluaient notamment, mais sans se limiter à ces éléments, le futur statut des nationaux européens au Royaume-Uni et la dette du Royaume-Uni envers l'UE. Il a souligné également que ce sont les 27 États membres qui allaient définir ces « progrès suffisants ». Enfin, la position européenne indique également que le Royaume-Uni devra accepter les règles européennes, dont les contributions au budget et la supervision de la Cour de justice de l'UE durant la période de transition faisant suite au départ.
Ce point devra être suivi d'une réunion finale des diplomates le 24 avril, d'après une source européenne. Un sommet des leaders d'une durée d'un jour doit permettre de signer le 29 avril à Bruxelles le document.
Les trois premiers points négociés seront : le chèque du Royaume-Uni, les droits des citoyens européens au Royaume-Uni, les droits des citoyens britanniques dans l'Union européenne. À la suite de cela, en raison des circonstances uniques, la première question étudiée sera celle de l'Irlande : les liens commerciaux de l'Irlande, la zone de mobilité commune et l'accord du Vendredi saint.
Jean-Claude Juncker a déclaré, au sujet de sa rencontre le 30 avril 2017 avec Theresa May, que : « Cela s'est très mal passé ». Il ajouta : « Elle est dans une autre galaxie. Sur la base de ce qui s'est passé pendant la réunion, une absence d'accord est plus probable qu'un accord ». Theresa May considère qu'il y aura des moments où ces négociations seront difficiles. Au cours de cette rencontre, Theresa May a souhaité que les négociations soient secrètes, alors que la partie européenne souhaite maintenir le parlement européen au courant de l'avancement de négociations. D'après Jean-Claude Juncker, le début « réel » des négociations du Brexit aura lieu après les élections anticipées du 8 juin 2017 au Royaume-Uni.
Une analyse du Bundestag allemand a établi que si l'accord transitoire touchait aux compétences nationales comme les protections de l'emploi, sociales et environnementales, alors l'accord des 28 parlements nationaux serait nécessaire pour que l'accord transitoire soit valable.

#### Représentants des deux parties
| Nom | Nom | Nom            | Dates            | Dates        | Parti politique | Président de la commission               |
| --- | --- | -------------- | ---------------- | ------------ | --------------- | ---------------------------------------- |
|     |     | Michel Barnier | 1er octobre 2016 | 31 mars 2021 | PPE             | Jean-Claude Juncker Ursula von der Leyen |

| Nom | Nom | Nom             | Dates            | Dates            | Parti politique | Premier ministre          |
| --- | --- | --------------- | ---------------- | ---------------- | --------------- | ------------------------- |
|     |     | David Davis     | 13 juillet 2016  | 8 juillet 2018   | Conservateur    | Theresa May               |
|     |     | Dominic Raab    | 9 juillet 2018   | 15 novembre 2018 | Conservateur    | Theresa May               |
|     |     | Stephen Barclay | 16 novembre 2018 | 31 janvier 2020  | Conservateur    | Theresa May Boris Johnson |

#### Calendrier des négociations
D'après des informations internes de la Commission européenne, le négociateur en chef de l'Union européenne, Michel Barnier considère que l'accord sur les trois points, permettra d'entamer la « seconde étape » des négociations relative au cadre des relations futures entre l'Union et le Royaume-Uni ouvrant les perspectives d'un accord de libre-échange post-Brexit, et à des « dispositions transitoires »,.
Le calendrier prévisionnel de M. Barnier prévoit :
- un accord sur la première phase « entre octobre et décembre 2017 »,
- puis un lancement de la « seconde étape » entre « décembre 2017 et le printemps 2018 »,
- puis une « finalisation » de l'accord de retrait « vers octobre 2018 ».
- les six mois restants, avant mars 2019 devant permettre d'achever le processus de ratification de l'accord de retrait.

La proposition du négociateur européen se base sur une structure de tractations basée sur un cycle de quatre semaines :
- une semaine de préparation des travaux à vingt-sept,
- une deuxième pour échanger des documents avec le Royaume-Uni,
- une troisième pour négocier,
- la quatrième semaine pour rendre compte des résultats aux vingt-sept États membres et au Parlement européen

Michel Barnier envisage de commencer les négociations formellement dès le 19 juin 2017, une semaine supplémentaire ayant été induite par l'absence de contact entre les équipes de négociations, les discussions sur les pré-discussions ayant été annulées par le veto britannique sur le budget européen. Les négociations devraient commencer dans le bâtiment Europa. Toutefois, les britanniques veulent faire dérailler cette proposition de calendrier.

#### Propositions du Parlement européen
Le Parlement européen suggère que la procédure se réalise en huit étapes :
- notification formelle ;
- ligne directrice du Conseil européen ;
- recommandation de la Commission ;
- désignation du négociateur ;
- négociation avec l'État membre s'excluant ;
- acceptation de l'accord par le Parlement européen ;
- accord du Conseil de l'Union européenne ;
- ratification du traité.

#### Principaux sujets de négociation
La procédure de notification du retrait du Royaume-Uni de l'Union européenne ouvre une période de négociation de deux années. Les négociations doivent notamment porter sur :
- les droits des citoyens européens au Royaume-Uni ;
- les droits des citoyens britanniques résidant dans un autre État membre ;
- les engagements financiers du Royaume-Uni pris en tant qu'État membre ;
- la question des frontières ;
- le siège des agences de l'Union européenne (Autorité bancaire européenne et agence européenne des médicaments)[76] ;
- les engagements internationaux pris par le Royaume-Uni en tant qu'État membre.

#### Langue des négociations
En octobre 2016, le gouvernement britannique a indiqué ne pas savoir dans quelle langue serait menée la négociation ; de son côté, alors qu'il était interrogé sur la question de la langue des négociations, Michel Barnier a indiqué que celle-ci ne serait fixée qu'en début de négociations en accord entre les négociateurs. En juin 2017, la question est tranchée avec des négociations qui se font dans deux langues, en anglais et en français.

### Chronologie détaillée des négociations UE - R-U
Le Royaume-Uni et la Commission européenne, représentant l'UE, se sont accordés sur les modalités de fonctionnement des négociations au titre de l'article 50 du traité de l'Union européenne. Elles seront organisées en sessions mensuelles composées d'une séance plénière et de réunions de groupes de travail portant sur les différentes thématiques à aborder au sein de la procédure (citoyens, justice, commerce, institutions, etc.) avec pour langues de travail l'anglais et le français. Ces négociations se sont tenues entre le 29 mars 2017, date de l'invocation de l'article 50 et le 25 novembre 2018, date d’approbation de l'accord de retrait par le Conseil européen à 27.

#### Première phase (négociation du retrait)

##### Première session
La première session des discussions entre les équipes de David Davis et Michel Barnier a eu lieu du 19 au 22 juin 2017 autour de trois thèmes prioritaires : le règlement des engagements financiers pris par le Royaume-Uni en tant que pays membre de l'Union pour lesquels l'UE est compétente, le sort des ressortissants (environ 3,3 millions d'Européens résident au Royaume-Uni et 1,5 million de Britanniques sur le continent) et la question de la frontière entre la république d'Irlande et l'Irlande du Nord.

##### Deuxième session
Lors de la seconde séance de négociations, du 17 au 20 juillet 2017, la résolution des trois questions posées par les Européens devient un préalable avant toute étude des futures relations du Royaume-Uni avec l'UE ; les Britanniques insistent quant à eux sur la nécessité de mettre en place une période transitoire et de commencer au plus vite à discuter du statut de la future relation entre les deux parties, notamment sur le plan commercial.

##### Troisième session
Le troisième round se tient du 28 au 30 août 2017, aucune avancée importante n'est enregistrée par les deux parties et la question du règlement de la contribution britannique aux différents budgets de l'Union européenne pendant et après les négociations est de nouveau l'objet de tensions entre les négociateurs, tant sur le montant que sur les modalités. Pour les Européens, les négociations sur le statut du Royaume-Uni après sa sortie restent conditionnées au règlement des principaux points abordés dès la première rencontre.

##### Quatrième session
Aucune avancée significative les 25, 26 et 27 septembre 2017 sur les trois sujets prioritaires malgré le discours de Florence de Theresa May.

##### Cinquième session
Au terme de la cinquième session de négociations qui se déroule à Bruxelles du 9 au 11 octobre 2017, l'approche britannique devient plus conciliante et le gouvernement May propose des concessions sur les droits des citoyens européens outre-Manche à la suite de la confirmation par Donald Tusk qu'aucune négociation sur les échanges commerciaux ne démarrerait avant que ne soient réglé les questions initialement posées. Malgré cela, les négociations sont toujours dans l'impasse et les observateurs politiques mettent de plus en plus en cause l'incompétence du gouvernement et de l'équipe de négociateurs britanniques.

##### Sixième session
Réunis du 8 au 10 novembre 2017, la possibilité d'une absence d'accord est de plus en plus envisagée par les négociateurs, tant les progrès sont faibles. Une nouvelle fois, les questions principales n'avancent que peu et, côté britannique, les scandales au gouvernement se succèdent, poussant deux ministres à la démission et faisant apparaître des divisions de plus en plus exacerbées.
En marge de la finalisation du budget 2018 de l'UE, le président du Parlement européen, Antonio Tajani, a confirmé que la « facture tournerait autour de 50 ou 60 milliards d'euros », confirmant les estimations officieuses circulant à Bruxelles et déplorant les « clopinettes » proposées par Londres.

##### Compromis de décembre 2017
Le Conseil européen des 14 et 15 décembre 2017 estime que le compromis établi par les deux parties le 8 décembre 2017, modèle d'« ambiguïté constructive », marque des progrès suffisants pour que puisse s'ouvrir la deuxième phase de négociations, relative à la période de transition et au futur cadre de relations entre l'UE et le Royaume-Uni.
Ce compromis ouvre la possibilité de négocier une « relation future ». toutefois, cet accord repousse certaines questions pourtant difficiles sine die. Toutefois, un diplomate[Qui ?] considère que les diverses interprétations de ces accords vont conduire à des complications sérieuses. La rédaction du traité pourrait commencer en janvier 2018, pour se terminer en octobre 2018, en même temps que la négociation de la relation future.
La question de la frontière entre l'Irlande et l'Irlande du Nord est repoussée. Plusieurs options sont envisagées : soit le Royaume-Uni maintient sa volonté de sortir de l'Union douanière et du marché intérieur, et une frontière reviendrait entre l'Irlande du Nord et la république d'Irlande ; soit la frontière est tracée virtuellement en mer d'Irlande, ce que refusent les unionistes irlandais ; soit le Royaume-Uni reste dans le marché intérieur, ce qui questionne la notion même de brexit. Cependant, le compromis trouvé rejette la première de ces options car le Royaume-Uni accepte qu'il n'y ait pas de frontière « dure » entre l'Irlande et l'Irlande du Nord et que les accords de Belfast seront respectés. De même, le Royaume-Uni restera pleinement aligné aux règles et aux normes de l'union douanière et du marché unique tant qu'un accord permettant le maintien d'une frontière souple et les accords de Belfast n'est pas trouvé. Cet accord devra d'abord être soumis au gouvernement d'Irlande du Nord.
Toutefois, cette question pourrait être différée puisque cinq à sept années pourraient se dérouler durant les négociations d'un accord commercial.
Les autres éléments prévus par le compromis dans le cadre de l'accord de retrait sont :
- les droits des citoyens seront respectés entre l'UE et le Royaume-Uni, dès lors qu'ils ont exercé leur droit à la mobilité en tant que citoyen de l'Union au 9 mars 2019 ;
- les règles de coordination de la sécurité sociale prévus par le règlement no 883/2004/CE et no 987/2009/CE s'appliqueront ;
- au sujet de l'interprétation des droits des citoyens de l'UE, les juridictions britanniques pourront interpréter les normes, cependant en cas d'affaires où une interprétation est nécessaire du fait du peu de clarté, elles peuvent demander un avis à la CJUE ;
- la CJUE reste compétente pour les affaires présentées avant le Brexit ;
- nucléaire non-militaire : les deux parties s'accordent pour qu'il y ait coopération sur les normes nucléaires, et les questions de police et de sécurité (un « accord de coopération entre le gouvernement du Royaume-Uni de Grande-Bretagne et d’Irlande du Nord et la Communauté européenne de l'énergie atomique relatif aux utilisations sûres et pacifiques de l’énergie nucléaire » sera signé le 30 avril 2021 PUB/2021/318[94] ; le Royaume-Uni reste ainsi partenaire d'ITER (construction et exploitation future) et du développement de l'énergie de fusion (lancé par la décision 2007/198/Euratom du Conseil), sa participation (financière notamment) comme pays associé, est déterminée séparément, et le « transfert de matières nucléaires, de matières non nucléaires, d'équipements ou de technologies reste possible »[94], voire « facilités » (cf. art. 9)[94] ; la notification rapide d'un accident nucléaire et l'assistance en cas d'urgence sont réaffirmées[94].
- le texte de l'accord prévoit qu'en l'absence d'accord (scénario du no-deal) un « alignement complet » est garanti[95].

#### Deuxième phase (négociation de la période de transition)

##### Septième session
Le septième cycle de négociations sur le Brexit, le premier de la deuxième phase des négociations, s'est déroulé du 6 au 9 février 2018 à Bruxelles. L'UE et le Royaume-Uni ont pour l'essentiel axé leurs travaux sur les trois questions suivantes :
- la période de transition ;
- l'Irlande, en particulier les solutions permettant d'éviter la mise en place d'une frontière physique ;
- la gouvernance de l'accord de retrait.

##### Accord partiel de mars 2018
Les négociateurs européens et britanniques annoncent le 19 mars 2018 avoir signé un accord sur des parties du texte juridique de l'accord de retrait portant sur les droits des citoyens, le règlement financier, un certain nombre d'autres questions liées au retrait et la période de transition de 21 mois qui doit se terminer en décembre 2020,. Le Royaume-Uni fait des compromis, en acceptant d'accorder aux citoyens de l'UE arrivant dans le pays pendant la période de transition les mêmes droits que ceux qui y sont arrivés avant. Les négociateurs britanniques ont également revu leur position sur l'accès des navires européens aux ressources halieutiques de la ZEE du pays, mais ont obtenu un accord qui prévoit que le Royaume-Uni sera consulté sur les allocations de pêche après 2020 et que ses quotas ne changeront pas. Le Royaume-Uni a aussi accepté l'option de « backstop » de l'UE pour éviter une frontière dure entre l'Irlande et l'Irlande du Nord ; celle-ci restant sur le territoire douanier de l'UE. Le Conseil européen du 23 mars 2018, réuni dans une configuration à 27, « salue » cet accord, mais « rappelle que d'autres questions doivent encore faire l'objet d'un accord et que les négociations ne peuvent avancer que si l'ensemble des engagements pris à ce jour sont pleinement respectés ».

#### Troisième phase (relations futures entre l'UE et le Royaume-Uni)

##### Conseil européen du 23 mars 2018
Le Conseil européen du 23 mars 2018 adopte un document fixant les orientations sur le cadre des relations futures avec le Royaume-Uni après le Brexit. Le Conseil précise que « l'UE souhaite avoir avec le Royaume-Uni un partenariat aussi étroit que possible qui couvrirait notamment la coopération commerciale et la coopération économique, la sécurité et la défense. Cependant, les dirigeants de l'UE à 27 ont noté que les positions actuelles du Royaume-Uni « limitent l'ampleur d'un tel partenariat futur » ».

### Un déroulement chaotique depuis le déclenchement de l'article 50
La date initiale du déclenchement de l'article 50 était le 29 mars 2019. Le Brexit est effectif depuis le 31 janvier 2020, avec une période de transition jusqu'à la fin de l'année civile.
Entre-temps, trois reports ont eu lieu :
- une première fois au 12 avril 2019 (sortie effective le 22 mai 2019)[100].
- une deuxième fois au 31 octobre 2019[99].
- une troisième fois au 31 janvier 2020[101].

#### Crise politique britannique
Lorsque Theresa May présente au parlement britannique l'accord de Brexit négocié, elle demande au parlement de décider du sort du Royaume-Uni avant le 31 mars, car selon ses dires un report de la décision à une date ultérieure ne permet pas de résoudre le manque de majorité au moment des trois votes sur l'accord de Brexit. Le 26 mars 2019, ceci conduit au vote du Parlement afin d'améliorer son influence sur le retrait du Royaume-Uni en engageant une série de votes indicatifs. Ces votes ne restent toutefois qu'indicatifs et le gouvernement britannique signale qu'ils pourraient ne pas être suivis, et ils sont tous rejetés, le Guardian titrant le lendemain matin :« No. No. No. No. No. No. No. No. », pour chacune des huit propositions. Quant à l'accord de retrait négocié par Theresa May avec l'UE, et le négociateur Michel Barnier, il est rejeté trois fois par les députés de la chambre des communes, le troisième vote négatif ayant lieu le 29 mars, jour où devait se produire le Brexit. Mais un report jusqu'au 12 avril a été accordé au Royaume-Uni auparavant.
Le 5 avril 2019, après un nouvel épisode de blocage, Theresa May écrit au Président du Conseil européen, Donald Tusk, pour demander une extension du report au 30 juin 2019, expliquant que son but est toujours de faire valider l'accord de sortie avant le 23 mai (date des élections européennes), mais que son gouvernement se prépare également à organiser des élections sur son territoire si le Brexit ne peut pas se faire avant « de manière ordonnée ». En effet, la ligne politique conjointe du gouvernement britannique et de la Commission européenne est d'éviter à tout prix le Brexit no-deal vu comme étant une catastrophe (droits de douane, temps d'attente aux frontières, question irlandaise, disruption juridique…). Parallèlement, les partisans d'un Brexit dur parlent de « trahison », l'un des leurs, Jacob Rees-Mogg, appelant les eurodéputés britanniques à être aussi « difficiles que possible » en « mett[ant] leur veto à toute augmentation de budget, s’oppos[ant] à la supposée armée européenne et [en] bloqu[ant] les projets intégrationnistes de M. Macron ». En attendant, toutes les possibilités, qui vont d'une sortie sans accord (No deal) probable, à un second référendum ou des élections législatives anticipées bien moins probables à cette époque. en passant par un Brexit doux (qui verrait par exemple le Royaume-Uni rester dans l'union douanière) et un Brexit dur, restent envisageables.

##### Après la démission de Theresa May
À la suite de la démission de Theresa May, les favoris du parti conservateur au poste de Premier ministre sont Boris Johnson, Dominic Raab, Michael Gove, Andrea Leadsom, Jeremy Hunt, Sajid Javid, Matthew Hancock, Sir Graham Brady, Penny Mordaunt, Rory Stewart, Esther McVey, Elizabeth Truss et James Brokenshire.
| Leader        | Votes décisifs | Votes décisifs | Votes décisifs | Votes indicatifs | Votes indicatifs  | Votes indicatifs | Votes indicatifs | Votes indicatifs             | Votes indicatifs                                           | Votes indicatifs                       | Votes indicatifs       |
| Leader        | 15 janvier     | 12 mars        | 29 mars        | Absence d'accord | Marché commun 2.0 | AELE et EEE      | Union douanière  | Plan travailliste alternatif | Révocation de l'article 50 pour arrêter l'absence d'accord | Arrangements préférentiels contingents | Référendum confirmatif |
| ------------- | -------------- | -------------- | -------------- | ---------------- | ----------------- | ---------------- | ---------------- | ---------------------------- | ---------------------------------------------------------- | -------------------------------------- | ---------------------- |
| Dominic Raab  | Contre         | Contre         | Pour           | Pour             | Contre            | Contre           | Contre           | Contre                       | Contre                                                     | Pour                                   | Contre                 |
| Boris Johnson | Contre         | Contre         | Pour           | Pour             | Contre            | Contre           | Contre           | Contre                       | Contre                                                     | Pour                                   | Contre                 |

En mai, le travailliste McDonnell a indiqué vouloir lancer un vote de confiance envers le prochain Premier ministre des Conservateurs dès qu'il serait nommé, estimant que dans les circonstances actuelles un Premier ministre aurait besoin d'un mandat populaire. De leur côté, les Conservateurs ne veulent pas, en raison de leur faible popularité et de leur très faible score aux élections européennes, déclencher une dissolution du parlement.
En mai 2019, Philip Hammond estime qu'un Premier ministre ne peut pas mener une politique, comme l'absence d'accord (no-deal), sans s'accorder avec le Parlement, qui s'est déjà opposé et a déjà rejeté cette option. C'est pourtant la direction prise par Boris Johnson, Premier ministre à partir du 24 juillet, qui promet à nouveau que le Brexit aura lieu « coûte que coûte » le 31 octobre et n'entreprend aucune négociation avec l'UE,, alors que des documents internes prédisent le chaos au lendemain du 31 octobre.
Le 12 septembre 2019, s'exprimant lors d'une conférence au Bingham Centre for the Rule of Law relative au « Processus de Découverte : Ce que le Brexit nous a appris (jusque là) sur le Parlement, la Politique et la Constitution du Royaume-Uni », le Speaker de la Chambre des Communes, John Bercow, estime que le Royaume-Uni se dirige vers une constitution écrite. Pour le processus de codification, il estime qu'il serait pertinent que la commission royale ou la conférence du Speaker réfléchissent à cela. Dans l'intervalle, il pense qu'une loi devrait être adoptée afin de garantir l'autorité du Parlement.
Le 19 octobre 2019, le premier ministre britannique a envoyé trois lettres à l'Union européenne, dont une officielle (contraint par le Benn Act (en)) pour demander un report supplémentaire et une personnelle pour dire qu'il ne voulait pas de report.
Le 29 octobre 2019, à cause du nouveau report du Brexit, le parlement britannique fixe des élections anticipées le 12 décembre 2019, deux ans et demi après les élections anticipées du 8 juin 2017, elles sont remportées par le parti conservateur sur le slogan « Get Brexit done! » (« Réalisons le Brexit! »).
Les élections générales du 19 décembre 2019 permettent à Boris Johnson d'obtenir la majorité absolue et de continuer les négociations de sortie de l'Union Européenne sans obstruction parlementaire.
Les élections générales britanniques anticipées du 12 décembre 2019 sont remportées avec la majorité absolue par le Parti conservateur, mené par le nouveau Premier ministre Boris Johnson avec le slogan « Get Brexit done », lui permettent de continuer les négociations de sortie de l'Union Européenne sans obstruction parlementaire.
La possibilité d’un second référendum sur la question du projet de sortie du Royaume-Uni de l'Union européenne avait peu de chance de se réaliser avec le Premier ministre Boris Johnson. Elle fut toutefois fréquemment évoquée dans la presse britannique et étrangère. « Un second référendum est la seule façon de clore le débat » du Brexit a affirmé au journal Le Monde Tony Blair. Le député britannique Dominic Grieve expulsé du Parti conservateur avec 21 autres collègues en septembre 2019 pour avoir voté contre Boris Johnson afin de bloquer une sortie sans accord, a affirmé dans un entretien à France 24 « que les Britanniques doivent connaître les conséquences d'un « no deal » » et va plus loin en affirmant : « je ne suis pas optimiste sur le fait qu’il soit possible de trouver un accord que le Parlement veuille. La seule solution est un second référendum ».

### Période et transition et négociation d'un accord de libre échange
L'accord de retrait du Royaume-Uni de l'Union européenne entre en vigueur le 31 janvier 2020. Il est suivi peu de temps après du début des négociations sur l'Accord de commerce et de coopération entre le Royaume-Uni et l'Union européenne.
Une lettre de la ministre britannique du Commerce international, Liz Truss, adressée à Boris Johnson, envisage le fait que les plans britanniques relatifs aux frontières peuvent contrevenir aux règles du commerce international avec importations illégales en provenance de l’Union européenne. En particulier, l'OMC interdit les traitements préférentiels. Il est également possible que le pays ne soit pas prêt à mettre en œuvre le protocole sur l'Irlande du Nord.
Aussi, les britanniques sont invités à changer leur comportement pour le Brexit : assurance complète, vérification des frais d'itinérance, consultation du vétérinaire pour les animaux de compagnie.
Le 9 juillet 2020, la Commission européenne a publié un document intitulé « Se préparer aux changements » qui présente, secteur par secteur, les principaux domaines qui seront concernés par ces changements, quelle que soit l'issue des négociations en cours entre l'UE et le Royaume-Uni, et expose les mesures que les autorités nationales, les entreprises et les citoyens devraient prendre pour s'y préparer. Ne cherchant nullement à préjuger de l'issue des négociations, elle n'examine ni les conséquences que pourrait entraîner l'absence d'accord ni la nécessité de prévoir des mesures d'urgence. Son objectif est de faire en sorte que toutes les administrations publiques et toutes les parties prenantes soient prêtes et bien préparées aux perturbations inévitables qu'occasionnera la décision du Royaume-Uni de quitter l'UE et de mettre fin à la période de transition en 2020. Ces mesures viennent compléter les actions menées au niveau national.
Le Royaume-Uni sort de la période de transition le 1er janvier 2021, induisant des changements dans le commerce des biens et des services, dans l’énergie et la coopération juridique, dans les voyages et le tourisme.

## Conséquences de la sortie de l'Union européenne

### Conséquences économiques
Les conséquences économiques du Brexit sont ou ont été estimées par divers think tanks, les institutions internationales et les chercheurs en amont et en aval du vote. Les études concluent à des pertes de PIB et d'investissements, ainsi qu'une réduction du volume d'emplois. Le coût du Brexit a été estimé à environ 4,6 milliards d’euros (soit 4,4 milliards de livres sterling en unité locale) — ou 7 milliards de dollars canadiens  — pour le Royaume-Uni, cette somme se décompose ainsi :
- 1,9 milliard de livres sterling pour le personnel,
- 1,5 milliard pour mettre au point de nouveaux systèmes et infrastructures
- 288 millions pour des prestations de services de conseil[124].

Dans le contexte du Brexit, Eurostat a commencé à publier au sujet de l'économie, du commerce, de la population et de l'industrie, de nouveaux agrégats excluant le Royaume-Uni, sous l’appellation EU27_2019 (European Union, without United Kingdom). Les anciens agrégats continuent pour le moment à être publiés, sous de nouvelles appellations: EU28 (European Union, current composition) et EU27 (European Union, before the accession of Croatia),
La procédure du Brexit a conduit un grand nombre de sociétés à anticiper les risques d'un hard Brexit : la moitié des sociétés de l'Union européenne (hors RU) cherchent des fournisseurs hors du Royaume-Uni ; 46 % des managers européens prévoient qu'une plus grande part de la chaîne d'approvisionnement se fera en dehors de la Grande-Bretagne ; 28 % considèrent le déplacement de toutes leurs chaînes d'approvisionnement vers l'Europe. 32 % des sociétés britanniques qui ont des fournisseurs en Europe cherchent des remplacements basés au Royaume-Uni.

#### Règlement financier
L'une des questions liées à la procédure de retrait concerne le montant du règlement financier que le Royaume-Uni devra verser à l'Union européenne. En effet, bien que le négociateur britannique David Davis et les négociateurs européens ainsi que le président de la Commission européenne aient tous exprimé leur accord sur le principe que le Royaume-Uni devra payer un montant donné, celui-ci n'est pas encore connu. Selon les estimations – basées sur l'ensemble des programmes dont a bénéficié le Royaume-Uni, sur les programmes que le pays a contribué à adopter mais qui ne sont pas encore mis en œuvre, sur les programmes auxquels le Royaume souhaite encore participer, sur les retraites (notamment des fonctionnaires européens anglais), sur les bâtiments ou encore les fonds de la Banque européenne d'investissement, etc. – le montant s'élèverait à 60 milliards d'euros. Certaines estimations sont plus élevées et indiquent 85,2 milliards d'euros. Le Financial Times estime le 3 mai 2017 que ce montant pourrait atteindre 100 milliards d'euros,.
Ces comptes se basent sur le budget européen se terminant fin de 2020.
L'Allemagne s'oppose à ce que le Royaume-Uni conserve des participations dans des biens appartenant à l'Union européenne, ce qui correspond à dix milliards d'euros environ, d'après le Financial Times.
Michel Barnier souhaite que les négociations entre le RU et l'UE permettent de s'accorder une méthode de calcul du montant.
D'après Boris Johnson, le Royaume-Uni détiendrait des parts dans la Banque européenne d'investissement pour une valeur de 10,6 milliards d'euros alors que 14 milliards de livres seraient placés sur le continent en liquide et biens immobiliers,.
Pour l'agence des médicaments, l'impossibilité de rompre le bail courant jusqu'en 2039 devrait induire un cout supplémentaire de 582,5 millions d'euros environ au Royaume-Uni.
Selon le journal The Guardian en date du 29 novembre 2017, le Royaume-Uni aurait consenti à une « divorce bill » d'environ 60 à 65 milliards d'euros.

#### Services financiers
Après la fin de la phase transitoire, le « passeport » pour les transactions financières entre un prestataire financier établi au Royaume-Uni et une contrepartie (financière ou non financière) établie dans l’Espace économique européen (EEE) disparaîtra. Aux termes du droit de l'Union, le passeport permet aux entreprises financières agréées dans leur pays d'origine dans l'un des pays de l'EEE à fournir des services financiers dans un pays membre de l’EEE mais aussi à offrir ces services dans tous les autres pays membres, sans avoir à demander un agrément spécifique dans chacun de ces pays, mais uniquement en informant via son régulateur d'origine de l'exercice en libre prestation de services ou en libre établissement de son activité dans le pays d'accueil. En raison du Brexit, les entreprises financières jusqu'à présent établies au Royaume-Uni sont cependant contraintes à disposer jusqu’à la fin de la phase transitoire d’une implantation dans un des pays membres restants de l’EEE si elles souhaitent continuer d’utiliser le « passeport financier » et de fournir des services à leurs clients qui y sont établis. Inversement, les entreprises établies dans l’EEE doivent demander une autorisation correspondante auprès des autorités de supervision britanniques pour préserver leur accès au marché financier britannique. Ce qui explique le « déménagement » de nombreuses entreprises financières britanniques dans un des pays de l'Union européenne afin de pouvoir continuer, via une filiale établie dans un de ces pays, à bénéficier du « passeport » auprès de leurs clientèle européenne. Ce qui a conduit l'Autorité européenne des marchés financiers (AEMF; en anglais European Securities and Markets Authority) en tant que régulateur européen à poser des lignes directrices en matière de « substance » d’activités devant être effectivement présentes dans les entités créées au sein de l'Union européenne pour éviter d'être requalifiées comme de simples « coquilles ». L'accès aux marchés financiers de chacune des deux parties après le 31 décembre 2020 dépendra du contenu de l'accord passé entre l'Union européenne et le Royaume-Uni.
Le Brexit pose également la question de localisation à Londres ou dans l'UE des chambres de compensation pour les transactions réalisées en euro.

#### Commerce international
Certains pays s'inquiètent que les contingents tarifaires européens et britanniques pourraient être mutuellement atteints, sans leur permettre d'accéder au marché européen d'une part et au futur marché britannique d'autre part.
Les retards successifs de la date du Brexit ont été préjudiciables aux sociétés australiennes qui s'étaient préparées au Brexit.
Le Brésil s'inquiète que les plans projetés pour l'Irlande du Nord pourraient violer les règles de l'OMC.
L'Australie a rapporté l'existence de propositions du Royaume-Uni et de l'Union européenne visant à la répartition des contingents tarifaires.
Le Brexit pourrait réduire les opportunités des États-Unis de vendre du fromage à pizza au Royaume-Uni et du jus de raisin en UE.
De plus, si l'UE utilise les contingents du Royaume-Uni, et le RU ceux de l'UE, les États-Unis pourraient être affectés dans leur vente de vin et de viande de porc.
À cause du Brexit, certaines compagnies de transport maritime ont perdu, pendant quatre ans, 20 millions par an et, pour éviter le Royaume-Uni, dû ouvrir une ligne Irlande - Pays basque.
Le R.-U. et l'UE doivent présenter une réforme de leurs statuts à l'OMC au second semestre 2017. Sont notamment en jeu les litiges en cours, comme celui opposant Airbus à Boeing au sujet de subventions.
Le Royaume-Uni, allié important du Canada lors des négociations pour l'AECG, a superposé le calendrier de l'Accord économique et commercial global et celui qui, dans le cadre des relations entre le Royaume-Uni et l'Union européenne, envisage l'hypothèse d'une sortie du Royaume-Uni de l'Union européenne. La mise en œuvre de ce traité est en effet prévue pour les premiers mois de 2017.
Les Britanniques ont en particulier rassuré l'Allemagne et la France au sujet des mécanismes de règlement de litiges.

##### Relations commerciales futures avec l'Union européenne
Donald Tusk souhaite devant le Parlement européen que le Royaume-Uni soit conscient que tout accord de libre-échange doit garantir des conditions de concurrence équitables et en particulier englober des garanties contre des avantages concurrentiels injustes, notamment par des mesures et des pratiques fiscales, sociales, environnementales et réglementaires.
Avant de discuter de ce sujet, l'Union européenne veut que trois points soient éclaircis: le sort des citoyens, l'Irlande du Nord et le règlement financier.

#### Énergie
La république d'Irlande dépend à 89 % du Royaume-Uni pour ses besoins énergétiques. Le projet Celtic Interconnector vise à mettre en place une interconnexion électrique entre La Martyre en Bretagne et Knockraha dans le Comté de Cork. Si l'Irlande est la plus concernée par le retrait britannique de l'Union européenne, Belgique, Danemark, France et Pays-Bas ont également des échanges énergétiques avec le Royaume-Uni. 9 % de l'énergie britannique est importée de pays européens.

#### Industrie agroalimentaire
Le Royaume-Uni, qui est le quatrième importateur mondial (629 milliards de dollars en 2015, tous produits et services confondus et 58,3 milliards d'euros en 2014), a une balance commerciale déficitaire en ce qui concerne les produits agroalimentaires : son taux d'autosuffisance alimentaire est de 62 % en 2014 et les importations en provenance des autres pays de l'UE sont majoritaires.
La période d'incertitude concernant le futur de la politique agricole britannique, les relations commerciales avec l'Union européenne ou encore les fluctuations de la livre sterling sur les marchés de change internationaux ont déjà des conséquences sur le secteur agroalimentaire. Les exportations agroalimentaires britanniques reculent de près de 5 % entre les premiers quadrimestres 2015 et 2016.
Avec le Brexit, le Royaume-Uni peut mener une politique commerciale indépendante de la politique commerciale de l'Union européenne, et supprimer les tarifs douaniers liés à l'importation de sucre. En rendant le sucre du Brésil et d'Australie moins cher que le sucre britannique et européen, la société Tate & Lyle spécialisée dans l'importation de sucre de canne pourrait gagner 73 millions de livres britanniques.
D'après le journal réunionnais Témoignages, le secrétaire d’État désigné pour négocier la sortie du Royaume-Uni de l’UE est David Davis, qui a travaillé pendant 17 ans chez Tate & Lyle.
La question du Brexit pose notamment la question des traités commerciaux : le retrait de l'Union européenne du Royaume-Uni pose ainsi notamment la question de la répartition des produits reçus par le Royaume-Uni, comme notamment les 700 000 tonnes de sucre non européen.

#### Pêche
La pêche ne représente que 0,1% du PIB du Royaume-Uni, mais cristallise une grande partie des négociations avec l'Union Européenne. Cela s'explique par la crise que subit ce secteur, et par l'aspect de souveraineté territoriale associé à la délimitation des zones de pêche.
Le Royaume-Uni décide de quitter la convention de Londres sur la pêche de 1964 le 2 juillet 2017 afin de retrouver le contrôle sur ses ressources halieutiques dans la limite de 12 milles marins depuis ses côtes. Cette convention a été conclue avant l'entrée des Britanniques dans la CEE et s'inscrit dans la remise en place d'une politique de pêche nationale indépendante de la politique commune de la pêche européenne (PCP). La sortie définitive devrait intervenir dans les deux ans, parallèlement aux négociations de sortie de l'UE. L'accès aux navires des autres pays dans ces zones serait ainsi limité et réciproquement pour les navires britanniques près des côtes européennes.
La réponse européenne pourrait passer par la mise en place d'une taxe sur les importations de produits de la mer en provenance de Grande-Bretagne afin de ne pas désavantager les pêcheurs européens soumis à des réglementations communautaires.
En raison de la sortie du Royaume-Uni de l'Union européenne, l'île anglo-normande de Guernesey a imposé des contraintes réglementaires et administratives qui, momentanément, interdisaient l'accès à ses eaux aux bateaux de pêche français, avant qu'une solution temporaire soit trouvée jusqu'à la fin de la période de transition
En 2021, l'accord de sortie de l'UE fait face à des difficultés de mise en œuvre dans l'attribution des licences de pêche. La France réclame, des « signaux concrets sur la question des licences » accordées, dans certaines eaux britanniques, par Londres aux pêcheurs français. Les pêcheurs britanniques vont récupérer 25% des quotas que les européens pêchaient dans leurs eaux d'ici 2026,,.
Les pécheurs de France ont obtenus 1 027 licences de pêche et en revendiquent 81 autres: avec l'accord du Brexit, les pêcheurs européens ne sont autorisés à travailler dans les eaux britanniques que s’ils parviennent à prouver qu’ils y pêchaient auparavant. Contrairement aux plus grands navires, les « petits » bateaux, environ 80 % de la flotte française n’étaient pas tenus d’embarquer de (en) "Vessel Monitoring System" (VMS), un système de géolocalisation par satellite qui favorise le suivi de la position des navires.
1 054 licences de pêche ont finalement été obtenues du Royaume-Uni et des îles Anglo-Normandes, permettant aux titulaires de continuer à pêcher dans leurs eaux, comme avant le Brexit. Un plan de sortie de 60 millions d’euros, financé par la commission européenne pourrait concerner plus d’une centaine de navires pour les pêcheurs restés à quai, répartis entre la Bretagne, la Normandie et les Hauts-de-France, mais les pêcheurs n’ont pas fini de s’inquiéter des conséquences du Brexit.
La réduction des zones de pêche due au Brexit impact fortement le secteur économique de l'union européenne lié à la pêche. 65 millions d’indemnités ont été allouées par la Commission européenne pour financer la déconstruction des navires hauturiers. Le plan de casse concerne 90 bateaux en France ce qui aura des conséquences sur l'emploi au delà des pêcheurs concernés,,.
La Bretagne est particulièrement touché, 45 bateaux de pêche bretons, sur près de 450, sont partis à la casse dans le cadre du Brexit alors que le déficit commercial de la filière française s'accroit à 5,8 milliards d'euros en 2022, le Royaume-Uni étant le premier fournisseur en valeur à 1,135 milliards d'euros.

### Conséquences politiques

#### Drapeaux
Le drapeau européen est retiré de tous les bâtiments et documents officiels britanniques.
L'Union Jack, le drapeau britannique est retiré de tous les bâtiments officiels européens,.

#### Langues
Depuis le 1er février 2020, date de sortie officielle du Royaume-Uni de l'UE, l'anglais reste la principale langue de travail de la Commission européenne et du Parlement européen (la Cour de justice de l'Union européenne a le français pour langue de travail). Avec le départ du Royaume-Uni, l’anglais n’est plus une des 23 langues nationales restantes renseignées de l’UE. Au sein des États membres de l'Union européenne, l'anglais n'est plus langue officielle que dans deux pays : la république d’Irlande et Malte. En république d’Irlande, l’anglais est la deuxième langue officielle après l’Irlandais, langue nationale et première langue officielle. L’anglais est néanmoins plus utilisé que l’irlandais. À Malte, l’anglais est la deuxième langue officielle après le maltais, langue nationale et première langue officielle, et aussi la langue la plus utilisée.

#### Institutions européennes
Les analystes s'attendent à ce que la sortie du Royaume-Uni de l'Union européenne rende moins conflictuel le fonctionnement de certaines institutions comme le Conseil de l’Union européenne, le Conseil des affaires générales, le Conseil des affaires étrangères ou encore le Conseil agriculture et pêche notamment.

##### Parlement européen
Le Brexit au cours de la neuvième législature change le rapport de force au parlement européen.

### Conséquences légales et juridiques

#### Citoyenneté
En mars 2017, le Parlement britannique adopte un amendement dans le but de protéger les droits des citoyens européens – environ 3 millions – vivant au Royaume-Uni. Cependant l'amendement est rejeté lors de l'adoption de la loi autorisant Theresa May à activer la procédure de retrait. La question se pose également pour les citoyens britanniques résidant dans le reste de l'Union européenne. Le refus du Royaume-Uni de donner des garanties sur les droits des citoyens européens résidants au Royaume-Uni a cristallisé des tensions. Des Britanniques ont émis l'idée que les citoyens européens qui entrent au Royaume-Uni après cette date du 29 mars 2017 pourraient avoir des droits différents des autres citoyens. Toutefois cette idée est rejetée par le Parlement européen qui souhaite opposer son véto à un accord ne garantissant pas les droits des citoyens européens.
Néanmoins, des déclarations semblent indiquer que cette question ne sera pas un enjeu majeur des négociations. Du côte Britannique, les pro-retraits auraient également assouplis leurs positions, indiquant que les citoyens de l'Union déjà présent dans le pays pourrait légitiment revendiquer un statut spécial au sein des nouvelles règles sur l'immigration. Du côté Européen, accorder la reconnaissance mutuelle des droits des Britanniques résidant déjà dans l'Union ne semble pas problématique dès lors que le coût du retrait britannique de l'espace de libre circulation est porté ailleurs. Ainsi, Michel Barnier a notamment déclaré « Citizens first! » (« Les citoyens d'abord ! »).
En avril 2017, la position européenne demande un statut de résident permanent pour les citoyens européens résidents plus de cinq années au Royaume-Uni arrivés avant le brexit prévu en 2019.
Le document The joint technical note attached summarises the UK and EU positions and compares them following the 2 nd round of Art. 50 negotiations Published on Thursday 20 July on the TF50 website, donne un statut des négociations sur les citoyens à la date du 20 juillet 2017.
| Date             | Vert        | Jaune                   | Rouge      | Blanc |
|                  | Convergence | Discussions nécessaires | Divergence | Autre |
| ---------------- | ----------- | ----------------------- | ---------- | ----- |
| 20 juillet 2017. | 22          | 6                       | 13         | 4     |

Deux problèmes existent pour la négociation de la citoyenneté : la question de la famille d'une part et la question du statut des citoyens européens au Royaume-Uni qui devraient être demandés. Le fait que ce statut et le droit au regroupement familial doivent être demandés de manière explicite est considéré comme une barrière compliquant la vie par le coordinateur du parlement européen.
La sortie du Royaume-Uni de l'Union européenne va rendre obligatoire l'utilisation d'un passeport de moins de 10 ans dès 2021, pour se rendre au Royaume-Uni.
Les citoyens européens résidents affectés par le Brexit peuvent accéder à un titre de séjour lorsqu'ils sont installés depuis plus de cinq années grâce à l'accord de retrait négocié dans le cadre du Brexit.
Le Brexit remet en cause les droits aux soins dont bénéficient les Britanniques lorsqu'ils voyagent en Europe durant leurs vacances.

#### Frontières
La question des frontières concerne plusieurs frontières terrestres – en Irlande du Nord avec la république d'Irlande ; à Gibraltar avec l'Espagne, sur l'île de Chypre (bases militaires d'Akrotiri et Dhekelia) avec la république de Chypre, et dans une certaine mesure la France (tunnel sous la Manche) – ainsi que maritimes.
La situation la plus surveillée est celle séparant l'État d'Irlande et l'Irlande du Nord entre lesquelles le rétablissement d'une frontière serait perçu comme une menace au processus de paix. Les gouvernements irlandais et britannique se sont accordés sur le fait qu'ils ne souhaitaient pas voir la frontière rétablie entre les deux parties de l'île, ce qui fut accueilli par le négociateur de l'Union européenne Michel Barnier. Cela pose toutefois un problème, car si le Royaume-Uni sort de l'union douanière et du marché unique, cette frontière terrestre aura une importance légale et économique.
Selon Dan Roberts, journaliste au Guardian, plusieurs alternatives sont envisageables mais doivent encore être évaluées quant à leur faisabilité :
- établir un certain degré de barrière douanière et de contrôle migratoire grâce au progrès technique et sans rétablir de frontière physique ;
- considérer, par fiction juridique, que l'Irlande du Nord est toujours membre de l'UE, ce qui serait problématique et n'aiderait pas le processus de paix ;
- considérer, par fiction juridique, que l'Irlande fait partie du Royaume-Uni, ce qui est peu envisageable et n'aiderait pas le processus de paix.

Au sujet de la France, le président du Conseil régional des Hauts-de-France, Xavier Bertrand, a déclaré en février 2016 que « si le Royaume-Uni quitte l'Union européenne, la frontière quittera immédiatement Calais et ira à Douvres. Nous ne surveillerons plus la frontière du Royaume-Uni s'il n'est plus membre de l'Union européenne », indiquant que les bureaux à contrôles nationaux juxtaposés, issus de l'accord du Touquet, seraient fermés. Le ministre des finances d'alors, Emmanuel Macron, suggéra également que cet accord serait menacé en cas de retrait du Royaume-Uni. Ces revendications ont été critiquées car l'accord n'est pas un traité de l'Union européenne et ne serait pas rendu caduc par le retrait du Royaume-Uni.
Après la publication des résultats des négociations, Xavier Bertrand demande à François Hollande de renégocier l'accord du Touquet lequel peut être dénoncé par les parties par une notification deux ans à l'avance. François Hollande rejette cette demande et Bernard Cazeneuve, alors ministre de l'Intérieur, confirme que le brexit « ne changerait pas l'accord ».
Au sujet des frontières maritimes, la question se pose en termes de droit de pêche des pêcheurs européens dans les eaux britanniques. Owen Paterson, un député conservateur du parlement britannique, demande la reprise par le Royaume-Uni du contrôle total de sa zone économique exclusive afin de limiter la pêche en provenance des États de l'Union européenne.
La question des frontières se pose dans un contexte terroriste : après les attentats de Paris du 13 novembre 2015, la Commission européenne a mis en place des contrôles systématiques pour cibler les « combattants étrangers » en lien avec l'Irak et la Syrie. Ces contrôles entrent en vigueur le 7 avril 2017, aux frontières des 26 pays de l'espace Schengen, y compris à la frontière de Gibraltar et à l'Eurostar, le Royaume-Uni n'ayant pas réussi à adhérer à la convention Schengen,,.

#### Transfert des institutions européennes
| Pays               | Candidat AEM | Candidat ABE |
| ------------------ | ------------ | ------------ |
| Pays-Bas           | Amsterdam    |              |
| Grèce              | Athènes      |              |
| Espagne            | Barcelone    |              |
| Allemagne          | Bonn         | Francfort    |
| Slovaquie          | Bratislava   |              |
| Belgique           | Bruxelles    | Bruxelles    |
| Roumanie           | Bucarest     |              |
| Danemark           | Copenhague   |              |
| Irlande            | Dublin       | Dublin       |
| Finlande           | Helsinki     |              |
| France             | Lille        | Paris        |
| Italie             | Milan        |              |
| Portugal           | Porto        |              |
| Bulgarie           | Sofia        |              |
| Suède              | Stockholm    |              |
| Malte              | La Valette   |              |
| Autriche           | Vienne       | Vienne       |
| Pologne            | Varsovie     | Varsovie     |
| Croatie            | Zagreb       |              |
| République tchèque |              | Prague       |
| Luxembourg         |              | Luxembourg   |

Plusieurs institutions rattachées à l'Union européenne ont leur siège ou des bureaux à Londres ou au Royaume-Uni ; après le départ du Royaume-Uni de l'UE, les États européens souhaitent voir ces offices déplacés,.
Le siège de l'Autorité bancaire européenne était situé à Londres et, après le retrait britannique, la Tchéquie souhaite que l'institution soit déplacée à Prague ; c'est également le cas d'autres capitales financières européennes comme Dublin, Francfort-sur-le-Main, Milan, Munich et Paris.
Les États membres voulant postuler pour accueillir l'une de ces deux agences ont dû le faire avant la date du 31 juillet 2017.
Finalement, l'Autorité bancaire européenne a déménagé à Paris en 2019 et l'Agence européenne des médicaments a vu son siège déplacé à Amsterdam.

#### Clonage britannique des agences européennes
Le gouvernement britannique a décidé de créer vingt agences en dehors de Londres, pour se substituer, au Royaume-Uni, au rôle que les institutions européennes ne joueront plus de par le mécanisme du Brexit. Cette annonce a été faite le jour même où a été publiée la liste des villes candidates aux deux agences européennes devant quitter le Royaume-Uni pour cause du Brexit.

#### Douanes
En 2019, le Brexit a provoqué un conflit social dans l'administration française des douanes, notamment en raison du besoin éventuel de travailler en trois-huit. Cela a conduit à une augmentation des salaires de nuit dans l'administration des douanes, ainsi qu'à une prime mensuelle.
Des contrôles douaniers aux frontières entre le Royaume-Uni et l'UE sont prévus dès la fin de la période de transition, pour les importations comme pour les exportations.
Une fois le Brexit acté, le Royaume-Uni doit introduire 10 à 12 nouveaux postes de douanes frontaliers, afin de contrôler quelque 400 millions de déclarations douanières annuelles.
Le programme de détaxe pour les touristes étrangers, jugé trop coûteux car il aurait dû s'appliquer à tous les pays de l'UE, sera supprimé au premier janvier 2021 pour les personnes en provenance de pays hors UE.
Le 8 décembre 2020, une solution commune est actée entre Bruxelles et Londres sur la question irlandaise, consistant à instaurer une frontière douanière en mer d'Irlande, entre Grande-Bretagne et Irlande du Nord.

#### Coopération sécuritaire et militaire
Le 29 mars 2017, alors que Theresa May est accusée de chantage conditionnant le maintien de la coopération sécuritaire à la conclusion d'un accord commercial, Amber Rudd indique que le Royaume-Uni allait probablement quitter Europol, tout en cherchant à développer un nouveau partenariat avec cette agence.
Toutefois, selon certains experts, les risques pour les affaires et la sécurité causés par la sortie du système européen d'échange de données ne sont pas pris en compte par les conservateurs.
Si l'opération Yellowhammer vise la préparation civile des Britanniques à un No Deal Brexit, l'opération Redfold est son pendant militaire. Cependant, outre le stockage de vivres, de carburant et de munitions, le Brexit a eu une conséquence plus notable sur le plan militaire. En effet, l'opération Atalante a vu son commandement passer des Britanniques aux Espagnols le 29 mars 2019. Le report du Brexit n'a rien changé à cette passation, prévue depuis août 2018.
Après les résultats du référendum, David Cameron et Jens Stoltenberg, le secrétaire général de l’OTAN, affirment que ceux-ci ne remettent pas en cause le rôle du Royaume-Uni au sein de l'organisation. Le Royaume-Uni décide d'ailleurs d’augmenter sa contribution financière à l’OTAN.

#### Rôle de la Cour de justice de l'Union européenne
Le rôle de la Cour de justice de l'Union européenne – critiquée et peu populaire au Royaume-Uni en partie à cause, selon Dan Roberts du Guardian, du fait d'une désinformation des médias sur la façon dont fonctionnent les accords internationaux et le règlement des différends dans le cadre de ces accords – semble important pour la phase de transition.
En effet, la phase de transition menant au retrait du Royaume-Uni sera vraisemblablement contrôlée par la Cour de justice de l'UE, notamment si, durant la phase de transition, le Royaume-Uni a encore accès au marché unique. En effet, en l'absence de possibilité pour le Royaume-Uni de négocier des accords commerciaux avec et en dehors de l'Union européenne durant la phase de négociation de l'accord de retrait, le Royaume-Uni risquerait de se retrouver hors de l'Union et dans l'obligation d'appliquer les règles de l'Organisation mondiale du commerce. Maintenir le Royaume-Uni dans le marché unique entre sa sortie de l'Union européenne et la fin de la phase de transition impliquera que les différends résultant de cette participation transitoire seront soumis à la Cour de justice pour des raisons d'impartialité.
Le 31 mars 2017, l'UE confirme que, durant la période de transition faisant suite à son retrait, et avant la conclusion d'un accord sur les nouvelles relations avec l'Union, le Royaume-Uni devra reconnaître la juridiction de la Cour de justice de l'Union européenne.

#### Transposition du droit
Après le retrait, le Royaume-Uni devra récupérer une partie du droit européen issue des transpositions réalisées depuis l'adhésion du Royaume-Uni en 1973.

### Conséquences sur les territoires du Royaume-Uni
Le périmètre des négociations entre l'Union européenne et le Royaume-Uni est sujet à des problématiques de compétence :
- la question de Gibraltar n'est évoquée ni dans la notification de Theresa May, ni dans les lignes rouges du Parlement européen, alors qu'un projet considérait que l'Espagne pourrait se prononcer spécifiquement (avoir un veto) sur ce sujet ;
- le Royaume-Uni ne peut pas négocier d'accord commercial tant qu'il n'est pas sorti de l'Union européenne ;
- l'Irlande pourrait conserver le droit de négocier certains sujets directement avec le Royaume-Uni[205], notamment ceux qui ne sont pas liés au commerce.

#### Écosse
L'Écosse est associée à l'Angleterre depuis la fusion des deux anciens royaumes en 1707 à la suite du traité d'Union et aux Actes d'Union.
Pour le gouvernement écossais et sa Première ministre, Nicola Sturgeon, la ligne politique consiste à s'opposer au brexit dur présenté par le gouvernement May et à faire valoir le cas de leur nation en rappelant que l'Irlande du Nord et l'Écosse se sont prononcés en faveur du maintien dans l'Union européenne. Pour Nicola Sturgeon, « le gouvernement britannique ne peut pas nous [l'Écosse] sortir de l'UE et du marché unique sans regarder l'impact sur notre économie, nos emplois, notre niveau de vie et notre réputation de pays ouvert, tolérant, sans que l'Écosse ait la possibilité de choisir entre cela et un futur différent », ce qui ouvre à deux possibilités de référendums : un second référendum sur l'appartenance de la nation écossaise, seule, à l'UE ou au marché commun européen et un nouveau référendum sur l'indépendance de l'Écosse vis-à-vis du Royaume-Uni (le référendum de 2014 sur la question avait été majoritairement rejeté [55%/45%]).
Le 27 mars 2017 le parlement écossais valide, par 69 voix contre 59, la demande de Nicola Sturgeon pour entamer les négociations portant sur un nouveau référendum d'indépendance de l'Écosse à Londres. Ces négociations doivent être portées avec la première ministre britannique et le parlement de Westminster. Les deux femmes d'État se rencontrent dans la journée. Après cette entrevue Theresa May annonce son désir d'unité, comme elle l'a déjà fait par le passé, alors que la ministre écossaise parle d'une discussion qui n'amène pas d'avancée notable. La votation devrait avoir lieu entre l'automne 2018 et le printemps 2019 une fois les conditions du Brexit connues, cependant Nicola Sturgeon s'est déjà déclarée ouverte à la discussion pour une votation antérieure à la sortie du Royaume-Uni de l'Union Européenne,. Le 28 mars 2017, le parlement écossais adopte une motion proposée par Nicola Sturgeon visant à entamer les discussions avec le gouvernement britannique en vue d'organiser un nouveau référendum sur l'indépendance écossaise.
Alors qu'en septembre 2016 La Première ministre Theresa May a assuré que l’Écosse serait intégrée aux négociations sur le Brexit, tout en précisant que la tenue d'un autre référendum sur l'indépendance de la région était hors de question.En mai 2017, Theresa May a refusé à l'Écosse d'être à la table de négociation du Brexit.
En janvier 2021, la Première ministre écossaise, Nicola Sturgeon, se dit résolue pour l'Écosse « à suivre une voie légale et constitutionnelle pour devenir un État indépendant », ce à quoi s'oppose le Premier ministre Boris Johnson.

#### Irlande du Nord
La crainte du retrait du Royaume-Uni de l'Union européenne fait craindre une cessation de l'application de l'accord du Vendredi saint de 1998, notamment depuis l'annonce de la Première ministre Theresa May d'un brexit dur. Colum Eastwood estime ainsi que « la participation commune à l'Union européenne avec nos collègues de l'autre côté de la frontière est fondamentale pour le processus de paix, fondamentale à l'accord du Vendredi saint, fondamentale à la capacité du nationalisme d'avancer démocratiquement ses souhaits […] ». Le 21 janvier 2017, Gerry Adams, président du Sinn Féin, déclara également : « l'intention du gouvernement britannique de retirer de l'UE le Nord [de l'Irlande], en dépit de la volonté populaire de rester, est un acte hostile. Non seulement à cause des implications d'une frontière réelle dans l'île, mais également à cause de l'impact négatif sur l'accord du Vendredi saint ».
Cette crainte a notamment été un des points de la campagne pour les législatives nord-irlandaises du 2 mars 2017. Ces élections ont notamment été marquées par une montée du parti indépendantiste Sinn Féin, désormais deuxième parti politique d'Irlande du Nord avec un siège en moins que le Parti unioniste démocrate, qui réclamait notamment l'organisation d'une consultation sur une Irlande unie.
Le secrétaire d'État britannique du Brexit considère qu'une réunification irlandaise (à l'instar de la réunification allemande), permettant à la république d'Irlande d'inclure l'Irlande du Nord au sein de son territoire, éviterait à cette dernière de requérir une procédure d'adhésion à l'UE, contrairement à l'Écosse. Cette situation est juridiquement possible depuis la déclaration de Downing Street signée en 1993 par le gouvernement britannique et qui reconnait le droit à l'auto-détermination des Irlandais du Nord s'ils étaient une majorité à demander leur autonomie ou leur rattachement à la république d'Irlande.
Mark Daly, un sénateur Fianna Fáil, considère qu’un référendum sur la réunification de l'Irlande est inévitable mais selon lui les 17 recommandations montrent clairement qu’un travail doit être effectué avant le référendum, pour que la décision du référendum soit suffisamment éclairée, contrairement au référendum sur l'appartenance du Royaume-Uni à l'Union européenne. Il a noté ses considérations dans un rapport intitulé Brexit and the Future of Ireland: Uniting Ireland and its People in Peace and Prosperity et publié par le Joint Oireachtas Committee on the Implementation of the Good Friday Agreement,.
Ce rapport est long de 1 200 pages.
Pour Michelle O'Neill: « La seule solution au chaos du Brexit, c’est l’unification. La question n’est plus de savoir si, mais quand se tiendra le référendum sur la réunification. Le Premier ministre irlandais Leo Varadkar ne peut plus ignorer cette réalité. J’appelle son gouvernement à réunir un forum pour mettre en place ces discussions. ».
Pour le transport routier entre la république d'Irlande et le Royaume-Uni, certaines équivalences sont maintenues pendant la période de transition, mais d'autres arrangements peuvent être nécessaires à la fin de la période de transition: échange de permis de conduire, changement de chronotachygraphe numérique, homologation des véhicules de catégories M (transport de passagers), N (transport de biens), O (remorques) et L (véhicules motorisés à deux ou trois roues).
Le 8 décembre 2020, une solution commune est actée entre Bruxelles et Londres sur la question irlandaise, consistant à instaurer une frontière douanière en mer d'Irlande, entre Grande-Bretagne et Irlande du Nord

#### Gibraltar
En 2015, Fabian Picardo indiqua qu'il négocierait pour le maintien de Gibraltar dans l'Union européenne si le Royaume-Uni votait sa sortie de l'Union européenne. Il avait, à cette même occasion, réaffirmé que le territoire resterait britannique (l'idée d'une souveraineté partagée a été rejetée à plus de 98 % lors d'un référendum en 2002).
L'économie de Gibraltar, reposant sur la libre-circulation des personnes et l'accès au marché unique, risque d'être durement affectée par une sortie du territoire de l'Union européenne. De plus, 96 % des habitants de Gibraltar ont voté en faveur du maintien. L'Espagne a proposé l'établissement d'un condominium sur le territoire afin de permettre le maintien de ce territoire dans l'UE mais la demande a été rejetée par le gouvernement britannique. Gibraltar chercherait davantage à développer une coopération similaire à celle existante entre l'UE et l'Andorre, le Liechtenstein ou le Groenland. Cependant, cela nécessiterait l'accord de l'Espagne dont les prétentions sur le rocher sont toujours existantes.
Le 31 mars 2017, l'Union européenne a indiqué qu'aucun statut spécial ne pourra être appliqué à Gibraltar avant la sortie du Royaume-Uni de l'Union européenne et qu'aucun accord ne pourra être conclu sans l'accord de l'Espagne et du Royaume-Uni, en raison du différend territorial opposant les deux États, donnant ainsi un droit de veto à l'Espagne sur ce point particulier.
Du point de vue du Ministre en chef de Gibraltar, le brexit n'est pas une question de souveraineté. Pour certains députés du Parti populaire européen, l'incapacité de Theresa May de mentionner Gibraltar dans sa lettre est une omission significative montrant que Gibraltar ne fait pas partie du Royaume-Uni. Ceci ouvre la possibilité de négociations bilatérales entre les deux royaumes,.
L'accord de retrait conclu en décembre 2018, mais rejeté mi-janvier 2019 par les députés britanniques, comprend plusieurs dispositions spécifiques à ce territoire et notamment « des mesures pour collaborer dans la lutte contre la contrebande de tabac, entre polices, ainsi qu'en matière de droits des travailleurs et d'environnement ».
Le 31 décembre 2020, un accord de principe est conclu entre le Royaume-Uni et l'Espagne pour permettre à Gibraltar de rester dans l'espace Schengen.

#### Jersey
L'île de Jersey ne fait pas partie de l'Union européenne, c'est une dépendance de la Couronne britannique et un territoire associé à l'Union européenne ; avec ses avantages fiscaux, elle est régulièrement associée aux territoires dits « paradis fiscaux » ou « paradis financiers » et a bénéficié de l'appui du Royaume-Uni pour conserver son statut particulier. Avec le retrait britannique, les lobbies financiers craignent de voir les réglementations à leur encontre durcies.

## Opinion publique quant au retrait
À la suite du referendum, plusieurs sondages notent une remontée des opinions nationales en faveur de l'appartenance à l'UE : 62 % des Européens interrogés dans les sondages de la fondation-Bertelsmann Stiftung souhaitent un maintien de leur pays dans l'UE (+9 points en Pologne, +8 points en Allemagne, +7 points en Grande-Bretagne et +3 points en France, entre mai et août 2016). D'autres témoignent également d'une remontée d'un « sentiment positif » vis-à-vis de l'UE et de son utilité, avec une nécessité de stopper les élargissements et de plébisciter une Europe plus resserrée, notamment en rapport avec les suites du brexit incertaines au Royaume-Uni et à la crise des réfugiés en Europe.
Des sondages réalisés périodiquement dans différents États européens par la fondation Bertelsmann-Stiftung pointent une progression du nombre de Britanniques en faveur du maintien de leur pays dans l'UE de 49 % des personnes interrogées avant le référendum à 56 % après à fin 2016.
En février 2017, soit un peu moins de deux mois avant la date annoncée d'activation de l'article 50 par le gouvernement May, les enquêtes d'opinion montrent qu'une nette majorité du public britannique s'oppose à la posture sans compromis (hard brexit) choisie par Theresa May mais il apparait également que les clarifications apportées par la Première ministre sur le processus de sortie de l'UE lui permettent de voir son soutien populaire s'accroitre.
Le jour de l'invocation de l'article 50, le 29 mars 2017, la société britannique d'étude de marché YouGov note une stabilité dans la proportion des personnes en faveur et contre le brexit depuis le référendum avec toujours une légère majorité des personnes interrogées pensant que c'était le bon choix. De même, une majorité des Britanniques (52 % selon l'institut Opinium (en)) rejette l'idée de tenue d'un second référendum en 2019, une fois les termes de l'accord de retrait connus.

## Mesures juridiques d'accompagnement
La sortie du Royaume-Uni de l'UE dans le cadre du Brexit, en particulier en cas de no-deal, c'est-à-dire d'une sortie sans accord, a conduit les pouvoirs publics français à mettre différentes mesures juridiques de protection.
Une ordonnance datée du 6 février 2019 prise sur la base de la loi du 19 janvier 2019 habilitant le Gouvernement à prendre par ordonnances les mesures de préparation au retrait du Royaume-Uni de l'Union européenne prévoit sept mesures qui entreront en vigueur en cas de Brexit sans accord et complètent des dispositions prises au niveau européen à l’initiative de la Commission européenne.
L’ordonnance :
- garantit la continuité de l’accès des entités françaises aux systèmes de règlement interbancaire et de règlement-livraison britanniques ;
- clarifie les règles applicables aux contrats d’assurance valablement souscrits avant la sortie du Royaume-Uni auprès d’assureurs britanniques sur la base du passeport européen. Elle confirme l’obligation d’exécution de ces contrats par les assureurs, malgré la perte de la reconnaissance de leurs agréments en France. Ces contrats ne pourront toutefois ni être reconduits ni donner lieu à l’émission de nouvelles primes, sous peine de nullité ;
- clarifie les pouvoirs de l’Autorité de contrôle prudentiel et de résolution (ACPR) vis-à-vis des entités britanniques ayant conclu des contrats sur la base du passeport européen ;
- procède à deux adaptations permettant le fonctionnement du principal contrat cadre en matière de produits dérivés, le contrat cadre de l’association internationale des swaps et dérivés (ISDA), en droit français ;
- définit un mécanisme de substitution aux contrats cadres utilisés pour les services financiers ;
- introduit des règles assurant une transition facilitée en matière de gestion de placements collectifs devant respecter des ratios d’investissement dans des entités européennes. Les titres britanniques demeurent éligibles, pour une période délimitée, dans les organismes de placement collectifs distribués via les plans d’épargne en actions (PEA) et plans d’épargne en actions dédiés aux titres des PME et ETI (PEA-PME), ainsi que pour les fonds de capital-investissement devant se contraindre à des ratios d’exposition à des entreprises européennes ;
- désigne l’autorité des marchés financiers comme autorité compétente pour la supervision des activités liées à la titrisation.

L'ordonnance prévoit la mise en œuvre de trois mesures réglementaires :
- décret no 2019-224 du 22 mars 2019 relatif à l'homologation des systèmes de règlements interbancaires ou de règlement et de livraison d'instruments financiers régis par le droit d'un pays tiers prévue à l'article L. 330-1 du code monétaire et financier[242] ;
- arrêté du 22 mars 2019 relatif à l'information des assurés et souscripteurs par les entreprises étrangères ne se trouvant plus dans une des situations prévues au I de l'article L. 310-2 du code des assurances[243] ;
- arrêté du 22 mars 2019 portant fixation de la période d'adaptation octroyée à la suite du retrait du Royaume-Uni de l'Union européenne mentionnée à l'article 4 de l'ordonnance relative aux mesures de préparation au retrait du Royaume-Uni de l'Union européenne en matière de services financiers[244].

La dernière série de mesures a été prévue par loi du 17 juin 2020 relative à diverses dispositions liées à la crise sanitaire, à d'autres mesures urgentes ainsi qu'au retrait du Royaume-Uni de l'Union européenne. La loi prévoit quatre habilitations destinées à faire face aux conséquences du Brexit et portant sur les mesures à prendre en cas d’absence d’accord entre l’Union européenne et le Royaume-Uni au terme de la période de transition le 31 décembre 2020. Ces 4 habilitations portent sur les points suivants :

- la désignation de l’autorité nationale de sécurité pour le tunnel sous la Manche ;
- le cadre juridique des licences et autorisations de transfert de produits et matériels de défense vers le Royaume-Uni ;
- le cadre juridique des contrats d’assurance existants et du contrôle prudentiel ;
- le cadre de gestion de certains placements collectifs et plans d’épargne en actions ;
- la situation des ressortissants britanniques résidant ou exerçant une activité en France et des personnes morales liées au Royaume-Uni exerçant une activité en France.

S'agissant des conséquences du Brexit sur le fonctionnement des marchés financiers, la Commission européenne afin d'éviter une rupture brutale de fonctionnement de ces marchés :
- une décision d'équivalence temporaire et conditionnelle du cadre réglementaire applicable au Royaume-Uni aux chambres de compensation, pendant une période de douze mois à compter du Brexit, afin de garantir qu'il n'y aura pas de perturbation immédiate dans la compensation centrale des produits dérivés ;
- une décision d'équivalence temporaire et conditionnelle du cadre réglementaire applicable au Royaume-Uni aux dépositaires centraux de titres, pendant une période de 24 mois à compter du Brexit, afin de garantir qu'il n'y aura pas de perturbation des services de dépositaires centraux pour les opérateurs de l'UE passant jusqu’à présent par des opérateurs du Royaume-Uni ;
- deux règlements délégués facilitant la novation, pendant une période de douze mois à compter du Brexit, de certains contrats dérivés de gré à gré, pour lesquels un contrat est transféré d'une contrepartie établie au Royaume-Uni à une contrepartie établie dans l'Union à 27 (exemption, sous réserve de réunir certaines conditions, des obligations de compensation et d’échange de marges).

Au sein du Mécanisme de supervision unique, la Banque centrale européenne a régulièrement publié ses attentes à l’égard des établissements de crédit, notamment quant aux mesures que ceux-ci doivent prendre pour se préparer aux effets du Brexit.
L’Autorité bancaire européenne a publié plusieurs avis et communications sur le Brexit tant pour les établissements de crédit que pour les entreprises d’investissement, notamment :
- un avis publié le 12 octobre 2017, sur les mesures que les banques doivent prendre ;
- un avis publié le 25 juin 2018, sur la nécessite pour les banques de se préparer au Brexit et d'en informer leur clientèle ;
- une communication publiée le 17 décembre 2018 demandant notamment aux établissements bancaires d'accroître leurs efforts vis-à-vis de leurs clients.

L’AEMF a publié deux avis sur le Brexit, le premier général et le second qui concernent spécifiquement les entreprises d’investissement :
- ESMA issues principles on supervisory approach to relocations from the UK. « L'ESMA publie des principes sur l'approche prudentielle des délocalisations depuis le Royaume-Uni  »[247] ;
- Opinion to support supervisory convergence in the area of investment firms in the context of the United Kingdom withdrawing from the European Union. « Avis en faveur de la convergence prudentielle dans le domaine des entreprises d'investissement dans le contexte du retrait du Royaume-Uni de l'Union européenne »[248].

L'AEMF et les régulateurs nationaux ont signé en 2019 des Memorandums of Understanding (MoU) avec le régulateur britannique (FCA), dans le cadre de mesures de préparation à l'éventualité d'une sortie sans accord du Royaume-Uni de l'Union européenne. Ces MoU sont semblables à ceux d'ores et déjà conclus en matière d'échanges d'information avec de nombreuses autorités de supervision de pays tiers.
De son côté, l'AMF a mis à jour les conditions selon lesquelles un marché étranger (en l'espèce la bourse de Londres) peut admettre des intermédiaires financiers français.
L'ACPR et l’AMF ont été saisies par l’AMAFI d’une question relative aux transactions réalisées entre un intermédiaire de l'UE et un intermédiaire d’un pays tiers (transactions « inter dealers »). À la lumière des dispositions de MIFIR (notamment son article 46) certains établissements de crédit et entreprises d’investissement établis en France craignaient ne plus pouvoir réaliser des transactions de gré-à-gré sur instruments financiers avec des entités similaires établies au Royaume-Uni post-Brexit.
Le Haut Comité Juridique de la Place Financière de Paris (HCJP) a publié plusieurs rapports dont un en date du 13 octobre 2018, intitulé « BREXIT, activités bancaires et de services d’investissement » et un autre en date du 12/09/2018, intitulé « impacts du Brexit en matière d’activités d’assurance ».

## Le Royaume-Uni Post-Brexit
Après sa sortie de l'Union européenne, le Royaume-Uni a montré une forme de résilience économique, malgré les défis posés par la pandémie de Covid-19 et les changements induits par le Brexit. En 2021, le pays a enregistré une croissance de 7,5 %, l'une des plus élevées parmi les pays européens[Lesquels ?]. Fin octobre 2024, le Brexit « n'a pas eu d'effet particulièrement négatif sur l'économie » britannique.
Cependant, le Royaume-Uni fait face à des défis majeurs pour maintenir cette reprise économique. Il est confronté à une inflation élevée, une crise du coût de la vie, et des tensions persistantes avec l'UE, notamment en ce qui concerne les échanges commerciaux.
Cinq ans après le Brexit, début 2025, l’économie britannique enregistre en effet une perte de PIB d'environ 2,5 % et une diminution de 12 % des exportations de biens vers l’UE. Par ailleurs, le ressenti de la population a changé sur le Brexit : depuis 2022, les sondages montrent qu’une majorité des Britanniques trouvent que le Brexit était une mauvaise idée. Un retour en arrière ne semble pas à l'ordre du jour, mais le Royaume-Uni veut renforcer ses liens avec l'UE, notamment en matière de défense.